# Earl Warren
Earl Warren (n. 19 martie 1891, Los Angeles, California, SUA – d. 9 iulie 1974, Washington, D.C., SUA) a fost un avocat, politician și jurist american care a fost al 14-lea președinte al Curții Supreme a Statelor Unite⁠(d) între 1953 și 1969. Curtea Warren⁠(d) a prezidat într-o perioadă de schimbare radicală a jurisprudenței constituționale americane, care a fost recunoscută de mulți drept o „revoluție constituțională” în direcția liberală⁠(d), Warren redactând opiniile majoritare în cazuri de referință precum Brown v. Board of Education⁠(d) (1954), Reynolds v. Sims⁠(d) (1964), Miranda v. Arizona⁠(d) (1966) și Loving v. Virginia⁠(d) (1967). Warren a condus și Comisia Warren⁠(d), o comisie prezidențială⁠(d) care a anchetat asasinarea în 1963 a președintelui John F. Kennedy. Warren a fost și guvernator al Californiei⁠(d) din 1943 până în 1953 și este ultimul președinte al Curții Supreme care a ocupat o funcție aleasă înainte de nominalizarea la Curtea Supremă. Warren este în general considerat a fi unul dintre cei mai influenți judecători ai Curții Supreme și lideri politici din istoria Statelor Unite.
Warren s-a născut în 1891 în Los Angeles și a crescut în Bakersfield, California. După ce a absolvit Facultatea de Drept a Universității din California⁠(d), a început o carieră juridică în Oakland. A fost angajat ca procuror adjunct pentru comitatul Alameda în 1920 și a fost numit procuror în 1925. El a apărut ca lider al Partidului Republican în acel stat și a câștigat alegerile pentru funcția de procuror general al Californiei⁠(d) în 1938. Din această poziție, el a susținut înlăturarea forțată și a internarea⁠(d) a peste 100.000 de americani de origine japoneză⁠(d) în timpul celui de-al Doilea Război Mondial. La alegerile guvernatoriale din California din 1942⁠(d), Warren l-a învins pe guvernatorul în exercițiu, democratul Culbert Olson⁠(d). El avea să servească drept guvernator al Californiei până în 1953, prezidând o perioadă de creștere majoră a statului. Warren este singurul guvernator al Californiei care a fost ales pentru trei mandate consecutive.
Warren a fost partenerul de candidatură al lui Thomas E. Dewey la alegerile prezidențiale din 1948⁠(d), dar Dewey a pierdut alegerile în fața președintelui în exercițiu Harry S. Truman. Warren a încercat să obțină nominalizarea republicană la alegerile prezidențiale din 1952⁠(d), dar partidul l-a nominalizat pe generalul Dwight D. Eisenhower. După ce Eisenhower a câștigat alegerile și a devenit președinte, el l-a numit pe Warren drept președinte al Curții Supreme. O serie de hotărâri luate de Curtea Warren în anii 1950 au condus direct la declinul macarthyismului. Warren a ajutat la aranjarea unei decizii unanime în cazul Brown v. Board of Education (1954), prin care Curtea a hotărât că segregarea rasială⁠(d) în școlile publice este neconstituțională. După Brown, Curtea Warren a continuat să emită hotărâri care au ajutat să pună capăt legilor segregaționiste Jim Crow, care erau răspândite în Sudul Statelor Unite. În Heart of Atlanta Motel, Inc. v. Statele Unite ale Americii⁠(d) (1964), Curtea a menținut Legea drepturilor civile din 1964, o lege federală care interzicea segregarea rasială în instituțiile publice și în spațiile publice⁠(d).
În anii 1960, Curtea Warren a pronunțat câteva hotărâri de referință care au transformat în mod semnificativ procedura penală, redistribuirea voturilor și alte domenii ale legii. Multe dintre deciziile Curții au încorporat Bill of Rights, ceea ce face ca protecțiile acestui set de amendamente constituționale să se aplice și guvernelor statale și locale. Gideon v. Wainwright⁠(d) (1963) a stabilit dreptul unui inculpat penal la un avocat în cazurile de infracțiuni, iar Miranda v. Arizona⁠(d) (1966) a impus ofițerilor de poliție să dea ceea ce a devenit cunoscut sub numele de avertismentul Miranda⁠(d) suspecților luați în custodia poliției, care îi informează cu privire la protecția lor constituțională. Reynolds v. Sims (1964) a stabilit că toate colegiile electorale pentru legislativele statelor trebuie să aibă o populație aproximativ egală, în timp ce hotărârea Curții în Wesberry v. Sanders⁠(d) (1964) a impus populații egale în colegiile electorale pentru Congres, înfăptuind astfel votul egal sub sloganul „un om, un vot⁠(d)” în Statele Unite. Schmerber v. California⁠(d) (1966) a stabilit că extragerea forțată a unei probe de sânge nu este mărturie forțată, punând în lumină limitele protecțiilor amendamentelor al IV-lea și al V-lea, și Warden v. Hayden⁠(d) (1967) a extins dramatic drepturile poliției de a rechiziționa probe cu un mandat de percheziție, inversând regula „simple dovezi”. În plus, Griswold v. Connecticut⁠(d) (1965) a stabilit un drept constituțional la viață intimă și a anulat o lege de stat care restricționa accesul la contraceptive, iar Loving v. Virginia⁠(d) (1967) a anulat legile statale împotriva amestecului rasial⁠(d), care interziceau sau restricționau în alt mod căsătoriile interrasiale. Warren și-a anunțat retragerea în 1968 și a fost succedat de judecătorul de curte de apel Warren E. Burger⁠(d) în 1969. Hotărârile Curții Warren au primit critici, dar au primit și sprijin și au fost apreciate pe scară largă atât de către liberali, cât și de conservatori. Până în prezent, puține dintre deciziile Curții au fost inversate.

## Începutul vieții, familia și educația

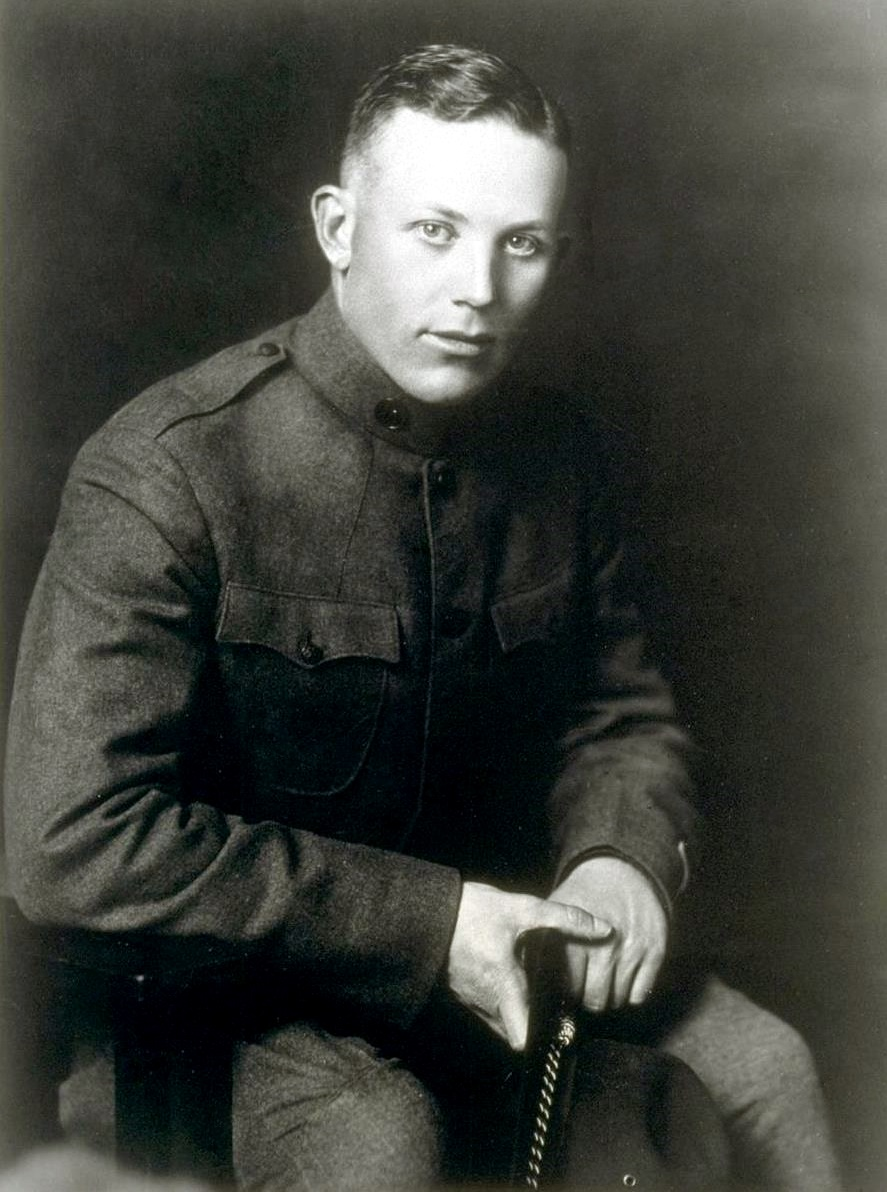
Warren ca ofițer al armatei americane în 1918

Warren s-a născut în Los Angeles, California, pe 19 martie 1891, în familia lui Matt Warren și a soției lui, Crystal. Matt, al cărui nume de familie inițial era Varren, s-a născut în Stavanger, Norvegia, în 1864, iar el și familia sa au migrat în Statele Unite în 1866. Crystal, al cărui nume de fată era Hernlund, s-a născut în Hälsingland, Suedia; ea și familia ei au emigrat în Statele Unite când ea era mică. După ce s-au căsătorit în Minneapolis, Minnesota, Mathias și Crystal s-au stabilit în Sudul Californiei⁠(d) în 1889, unde Matthias și-a găsit de lucru la Southern Pacific Railroad⁠(d). Earl Warren a fost al doilea dintre cei doi copii, după sora lui mai mare, Ethel. Earl nu a avut un al doilea prenume; tatăl său a comentat mai târziu că „atunci când te-ai născut eu eram prea sărac ca să-ți dau un al doilea prenume”. În 1896, familia s-a mutat în Bakersfield, California, unde a crescut Warren. Deși nu era un elev excepțional, Warren a absolvit liceul Kern County în 1908.
În speranța de a deveni avocat, Warren s-a înscris la Universitatea din California, Berkeley, după ce a absolvit liceul. S-a specializat în științe politice și a devenit membru al Clubului La Junta, care a devenit Societatea Sigma Phi din California⁠(d), în timpul studenției lui Warren. La fel ca mulți alți studenți de la Berkeley, Warren a fost influențat de mișcarea progresistă⁠(d) și în special de guvernatorul Californiei, Hiram Johnson⁠(d), și de senatorul Robert M. La Follette⁠(d) din Wisconsin. În timp ce era la Berkeley, Warren a fost puțin mai mult decât un student mediu care lua note decente, dar nu excepționale, iar după al treilea an, a intrat la Departamentul de Jurisprudență al școlii (astăzi Facultatea de Drept a UC Berkeley⁠(d)). A primit o diplomă de licență în drept în 1914. Ca și colegii săi la absolvire, Warren a fost admis în baroul Californiei fără examen. După absolvire, a ocupat un post la Associated Oil Company⁠(d) din San Francisco. Lui Warren nu-i plăcea să lucreze la companie și era dezgustat de corupția la care a fost martor în San Francisco, așa că a acceptat un post la firma de avocatură Robinson and Robinson din Oakland.
După ce Statele Unite au intrat în Primul Război Mondial în aprilie 1917, Warren s-a oferit voluntar pentru o tabără de pregătire a ofițerilor, dar a fost respins din cauza hemoroizilor. Încă sperând să devină ofițer, Warren s-a operat pentru a îndepărta hemoroizii, dar până și-a revenit complet, tabăra de antrenament a ofițerilor se închisese. Warren s-a înrolat în armata Statelor Unite ca soldat în august 1917 și a fost repartizat în Compania I a Regimentului 363 Infanterie al Diviziei 91 de la Camp Lewis, Washington⁠(d). El a fost numit prim-sergent interimar al companiei înainte de a fi trimis la un curs de pregătire a ofițerilor de trei luni. După ce s-a întors în companie în mai 1918 ca sublocotenent, regimentul a fost trimis la Camp Lee, Virginia⁠(d), pentru a instrui recruți. Warren a petrecut restul războiului acolo și a fost lăsat la vatră la mai puțin de o lună după Ziua Armistițiului⁠(d), nu înainte de a fi înaintat la gradul de locotenent⁠(d). Warren a rămas în Rezerva Armatei Statelor Unite⁠(d) până în 1934, ajungând la gradul de căpitan.

## Procuror municipal și districtual

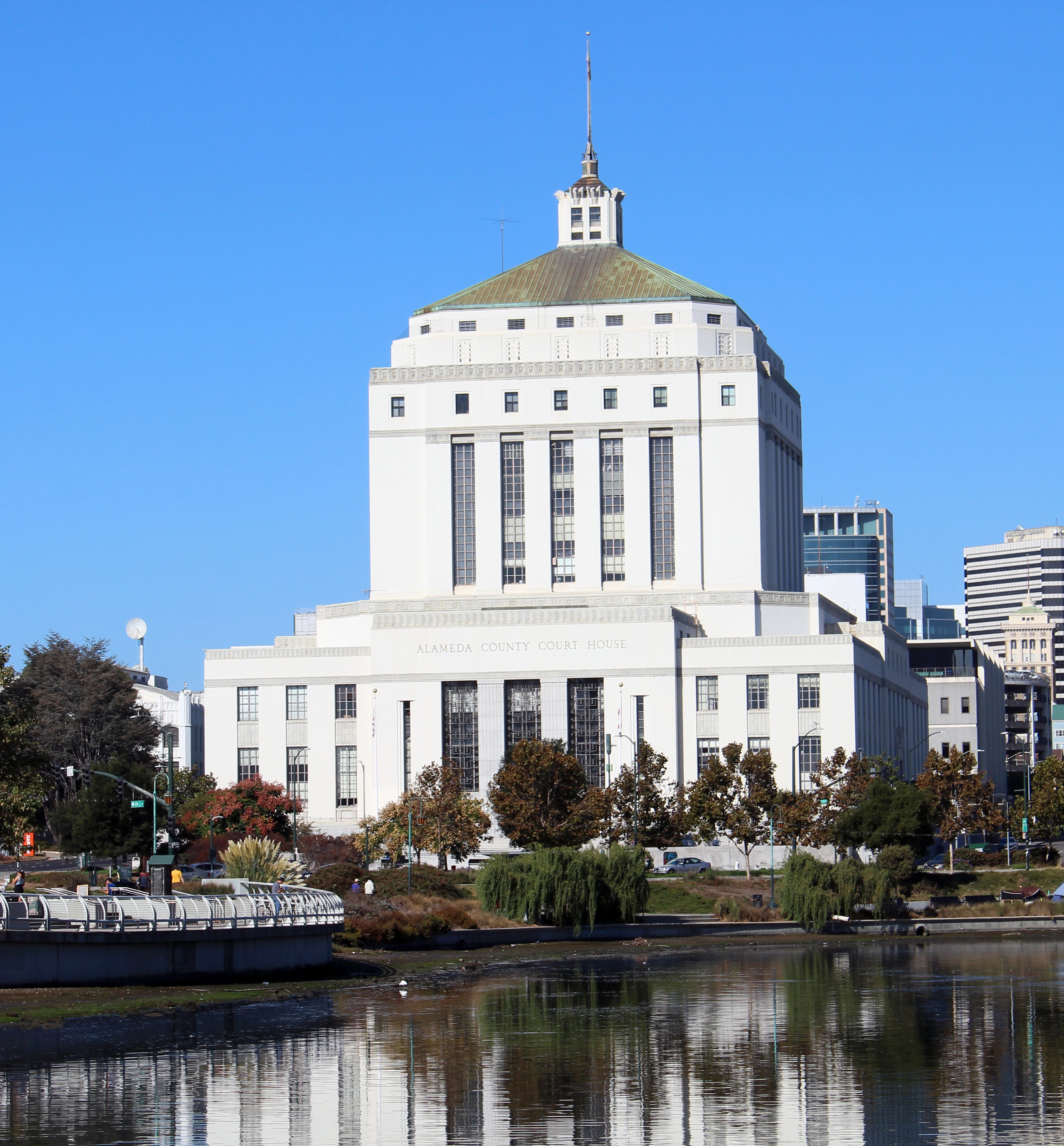
Tribunalul René C. Davidson, principalul tribunal al, clădire terminată în 1934

La sfârșitul anului 1918, Warren s-a întors la Oakland, unde a acceptat un post de asistent legislativ al lui Leon E. Gray, un membru nou ales al Adunării Statului California⁠(d). La scurt timp după sosirea în capitala statului, Sacramento, Warren a fost numit grefier al Comitetului Judiciar al Adunării. După o scurtă perioadă ca procuror adjunct al orașului Oakland, în 1920 Warren a fost angajat ca procuror adjunct al comitatului Alameda. Până la sfârșitul lui 1924, Warren devenise persoana cu cea mai mare vechime din departament în afara procurorului districtual, Ezra Decoto. Deși mulți dintre colegii săi de profesie l-au susținut pe Calvin Coolidge, Warren a votat pentru candidatul Partidului Progresist⁠(d) Robert La Follette la alegerile prezidențiale din 1924⁠(d). În același an, Warren a făcut prima sa incursiune în politica electorală, fiind director de campanie pentru prietenul său, deputatul republican Frank Anderson.
Cu sprijinul guvernatorului Friend Richardson⁠(d) și al editorului Joseph R. Knowland⁠(d), un lider al facțiunii conservatoare a Republicanilor din San Francisco Bay Area, Warren a fost numit procuror al comitatului Alameda în 1925. Warren s-a confruntat cu o campanie grea pentru realegere în 1926, când baronul local republican Michael Joseph Kelly a încercat să-l destituie. Warren a respins contribuțiile politice și și-a autofinanțat campania, ceea ce l-a lăsat în dezavantaj financiar față de candidatul preferat al lui Kelly, Preston Higgins. Cu toate acestea, Warren a obținut o victorie zdrobitoare asupra lui Higgins, cu peste două treimi din voturi. Când a candidat din nou pentru realegere în 1930, s-a confruntat cu o opoziție simbolică.
În statul lui, Warren a dobândit o reputație de procuror dur și direct, care lupta împotriva corupției din guvern și își conducea biroul într-o manieră nepartizană. Warren a susținut cu fermitate autonomia agențiilor de aplicare a legii, dar considera și că poliția și procurorii trebuie să acționeze corect. Spre deosebire de mulți alți oficiali locali din domeniul aplicării legii în anii 1920, Warren a aplicat cu fermitate prohibiția. În 1927, el a lansat o anchetă de corupție împotriva șerifului Burton Becker⁠(d). După un proces pe care unii din presă l-au descris drept „cea mai amplă dezvăluire de luare de mită din istoria țării”, Warren a obținut condamnarea lui Becker în 1930. Când unul dintre agenții săi sub acoperire a recunoscut că a edpus jurământ fals pentru a câștiga condamnări în cazurile de contrabandă cu alcool, Warren s-a ocupat personal de urmărirea penală a agentului. Eforturile lui Warren i-au câștigat atenția națională; un sondaj la nivel național din 1931 al între ofițerii de aplicare a legii a constatat că Warren era considerat de aceștia „procurorul cel mai inteligent și mai independent politic din Statele Unite”.
Marea Criză⁠(d) a lovit puternic zona Golfului San Francisco în anii 1930, ducând la șomaj ridicat și o destabilizare a ordinii politice. Warren a asumat o poziție dură împotriva mișcării muncitorești ce pregătea Greva Generală din San Francisco⁠(d). În cazul Whitney v. California (1927) Warren a acuzat o femeie în temeiul Legii Sindicalismului Infracțional din California⁠(d) pentru că a participat la o întrunire comunistă din Oakland. În 1936, Warren s-a confruntat cu unul dintre cele mai controversate cazuri ale carierei sale, după ce George W. Alberts, mecanicul-șef al unui marfar, a fost găsit mort. Warren credea că Alberts a fost ucis într-o conspirație orchestrată de sindicaliști radicali de stânga și a obținut condamnarea liderilor sindicali George Wallace, Earl King, Ernest Ramsay și Frank Conner⁠(d). Mulți membri de sindicat au susținut că biroul lui Warren le-a făcut o înscenare inculpaților, și au organizat proteste împotriva procesului.

### Lider de partid la nivel de stat
În timp ce era încă procuror districtual al comitatului Alameda, Warren a devenit lider al Partidului Republican la nivelul statului. A servit ca președinte de comitat pentru campania lui Herbert Hoover din 1932⁠(d) și, după ce Franklin D. Roosevelt a câștigat acele alegeri, a atacat politicile New Deal ale lui Roosevelt. În 1934, Warren a devenit președinte al Partidului Republican din statul California și și-a asumat un rol public de prim plan în opoziția față de candidatura la funcția de guvernator a democratului Upton Sinclair. Warren a câștigat notorietate națională în 1936 pentru reușita campaniei de alegere a unei liste de delegați neangajați la Convenția Națională Republicană din 1936; în acest demers, el a fost motivat în mare parte de opoziția sa față de influența guvernatorului Frank Merriam⁠(d) și a editorului William Randolph Hearst. La alegerile prezidențiale din 1936⁠(d), Warren a făcut campanie în favoarea candidatului republican Alf Landon⁠(d), care nu a câștigat alegerile.

## Viața socială și de familie
După Primul Război Mondial, Warren a locuit cu sora sa și cu soțul ei în Oakland. În 1921, a cunoscut-o pe Nina Elisabeth Meyers (născută Palmquist), văduvă, manager de magazin în vârstă de 28 de ani, cu un fiu de trei ani. Nina se născuse în Suedia în familia unui pastor baptist și a soției sale, care emigraseră în Statele Unite când era copil. Pe 4 octombrie 1925, la scurt timp după ce Warren a fost numit procuror districtual, Warren și Nina s-au căsătorit. Primul lor copil, Virginia, s-a născut în 1928 și au mai urmat alți patru: Earl Jr. (născut în 1930), Dorothy (născută în 1931), Nina Elisabeth (născută în 1933) și Robert (născut în 1935). Warren l-a adoptat și pe fiul Ninei, James. Warren a fost socrul lui John Charles Daly⁠(d), gazda emisiunii de televiziune What's My Line⁠(d), prin căsătoria acestuia cu fiica sa, Virginia. Warren s-a bucurat de o relație apropiată cu soția sa; una dintre fiicele lor a descris-o mai târziu drept „cea mai ideală relație la care aș putea visa”. În 1935, familia s-a mutat într-o casă cu șapte dormitoare chiar lângă centrul orașului Oakland. Deși familia Warren își trimitea copiii la școala de duminică la o biserică baptistă locală, Warren nu era un vizitator obișnuit. În 1938, tatăl lui Warren, Matt, a fost ucis; anchetatorii nu au descoperit niciodată identitatea criminalului. Warren și familia sa s-au mutat în capitala statului Sacramento în 1943, și la Wardman-Park⁠(d), un hotel rezidențial din Washington, DC, în 1953.
Warren a fost foarte activ după 1919 în grupuri precum Francmasoneria, Independent Order of Odd Fellows⁠(d),  Ordinul Binevoitor și Protector al Elanilor⁠(d), Ordinul Loial al Elanului⁠(d) (a obținut Pilgrim Degree of Merit, cel mai înalt premiu acordat în această societate) și Legiunea Americană⁠(d). Fiecare i-a prezentat lui Warren noi prieteni și noi legături politice. El a urcat în rândurile masonilor, culminând cu alegerea sa în 1935 ca Mare Maestru⁠(d) al Francmasonilor pentru statul California din 1935 până în 1936. Biograful Jim Newton spune că Warren „s-a simțit bine între masoni pentru că le împărtășea idealurile, dar acele idealuri au ajutat și la modelarea personalității lui, hrănindu-i angajamentul față de serviciu, adâncindu-i convingerea că problemele societății erau cel mai bine abordate de grupuri mici de cetățeni luminați și bine intenționați. Aceste idealuri s-au împletit cu progresismul, republicanismul și masoneria lui Warren.”

## Procuror general al Californiei

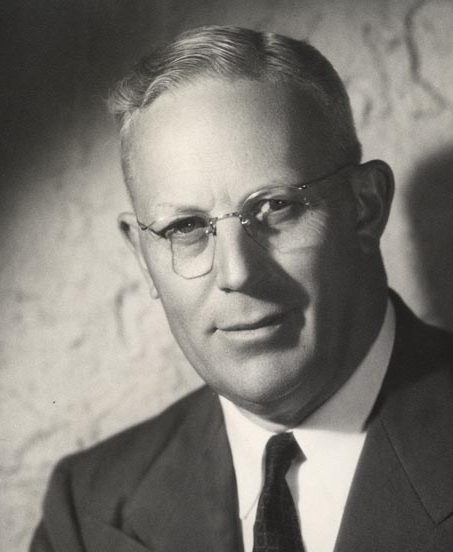
Procuror general al Californiei

În 1934, Warren și aliații săi au obținut aprobarea unei legi la nivel de stat care a transformat funcția de procuror general al Californiei⁠(d) într-o funcție cu normă întreagă; anteriori deținători de funcții lucraseră cu jumătate de normă, în timp ce își păstrau propria practică legală privată. După ce procurorul în funcție Ulysses S. Webb și-a anunțat retragerea, Warren a participat la alegerile pentru funcția de procuror general din 1938. La începutul secolului al XX-lea, progresiștii au adoptat un amendament constituțional la nivelul statului care permitea „candidatura încrucișată⁠(d)”, prin care un candidat putea intra în competiția pentru nominalizare din partea mai multor partide pentru aceeași funcție. Warren a profitat de acest amendament și a candidat la mai multe alegeri primare. Chiar dacă a continuat să servească drept președinte al Partidului Republican în statul California până în aprilie 1938, Warren a câștigat alegerile primare republicane, progresiste⁠(d) și, mai ales, democrate pentru funcția de procuror general. Nu s-a confruntat cu o opoziție serioasă la alegerile din 1938, chiar dacă guvernatorul republican în exercițiu Frank Merriam⁠(d) a fost învins de candidatul democrat Culbert Olson⁠(d).
Odată ales, el a organizat oficialii de aplicare a legii pe regiuni și a condus un efort împotriva criminalității din stat. Una dintre inițiativele sale majore a fost destructurarea vaselor de jocuri de noroc care operau în largul coastei Californiei de Sud⁠(d). Warren a continuat multe dintre politicile predecesorului său, Ulysses S. Webb, care fusese în funcție patru decenii înaintea lui. Printre acestea s-au numărat sterilizări forțate pe criterii eugenice și confiscarea pământului de la proprietarii japonezi. Warren, care era membru al societății deschise antiasiatice Native Sons of the Golden West, a reușit să promoveze o legislație care să extindă confiscările de pământ. În perioada în care a fost procuror general, Warren l-a numit procurori general adjunct pe Roger J. Traynor, care era pe atunci profesor de drept la UC Berkeley și avea mai târziu să devină al 23-lea președinte al Curții Supreme a Californiei, precum și unul dintre cei mai influenți judecători din California vremurilor lui.

### Internarea americanilor de origine japoneză
După izbucnirea celui de-al Doilea Război Mondial în Europa în 1939, politica externă a devenit o problemă din ce în ce mai importantă în Statele Unite; Warren a respins tendințele izolaționiste⁠(d) ale multor republicani și a susținut campania de reînarmare promovată de Roosevelt. Statele Unite au intrat în al Doilea Război Mondial după atacul japonez asupra bazei Pearl Harbor din decembrie 1941. În urma atacului, Warren a organizat programul de apărare civilă al statului, avertizând în ianuarie 1942 că „situația japonezilor așa cum se prezintă în acest stat astăzi ar putea foarte bine să fie călcâiul lui Ahile⁠(d) al întregului efort de apărare civilă”. El a devenit o forță care a promovat cu insistență internarea a peste o sută de mii de japonezi americani⁠(d) fără nicio acuzație sau proces echitabil.
Deși decizia de a interna americanii de origine japoneză a fost luată de generalul John L. DeWitt⁠(d), iar internarea a fost efectuată de oficiali federali, susținerea venită din partea lui Warren a jucat un rol major în furnizarea unei justificări publice pentru internare. În special, Warren a susținut că americanii de origine japoneză s-au infiltrat în mod intenționat „în fiecare punct strategic” în comitatele de coastă și din vale ale Californiei, a avertizat că etnicii japonezi născuți în America reprezintă un pericol potențial mai mare decât imigranții din prima generație și a afirmat că deși existau mijloace de a testa loialitatea unui „caucazian” nu același lucru se putea spune despre etnicii japonezi. Warren a mai susținut că lipsa totală până la acea dată a acțiunilor neloiale în rândul americanilor de origine japoneză din California indică faptul că ei intenționează să comită astfel de acte în viitor. Mai târziu, Warren a protestat energic împotriva revenirii în California a internaților eliberați.
La începutul anului 1944, Warren a ajuns să regrete rolul său în internarea americanilor de origine japoneză și, în cele din urmă, a aprobat decizia guvernului federal de a le permite japonezilor americani să înceapă să se întoarcă în California în decembrie 1944. Cu toate acestea, el a refuzat multă vreme să-și exprime în public regretul, în ciuda solicitărilor repetate din partea comunității japoneze americane timp de mulți ani.
Într-un interviu de istorie orală din 1972, Warren a afirmat că „simt că toți cei care au avut de-a face cu relocarea japonezilor, după ce totul s-a terminat, au avut mustrări de conștiință în acest sens și au vrut să arate că nu a fost o chestiune rasială atât de mult pe cât a fost o chestiune de apărare”. Când Warren a menționat în timpul interviului chipurile copiilor despărțiți de părinții lor, a izbucnit în lacrimi și interviul a fost oprit temporar. În 1974, cu puțin timp înainte de moartea sa, Warren i-a spus în privat jurnalistului și fostului internat Morse Saito că a regretat foarte mult acțiunile sale în timpul evacuării.

În memoriile sale publicate postum, Warren și-a recunoscut pe deplin eroarea, afirmând:
„Am regretat profund de atunci și până acum ordinul de îndepărtare și mărturia depusă în sprijinul lui, pentru că nu era în concordanță cu conceptul nostru american de libertate și drepturi ale cetățenilor... Oricând mă gândeam la copilașii nevinovați care au fost smulși de la casele lor, dintre prietenii din școli și din împrejurimile unde creșteau, mă lovea conștiința... am greșit că am reacționat atât de impulsiv, fără să am vreo dovadă clară a necredinței lor.”—Memoriile lui Earl Warren (1977)

## Guvernator al Californiei

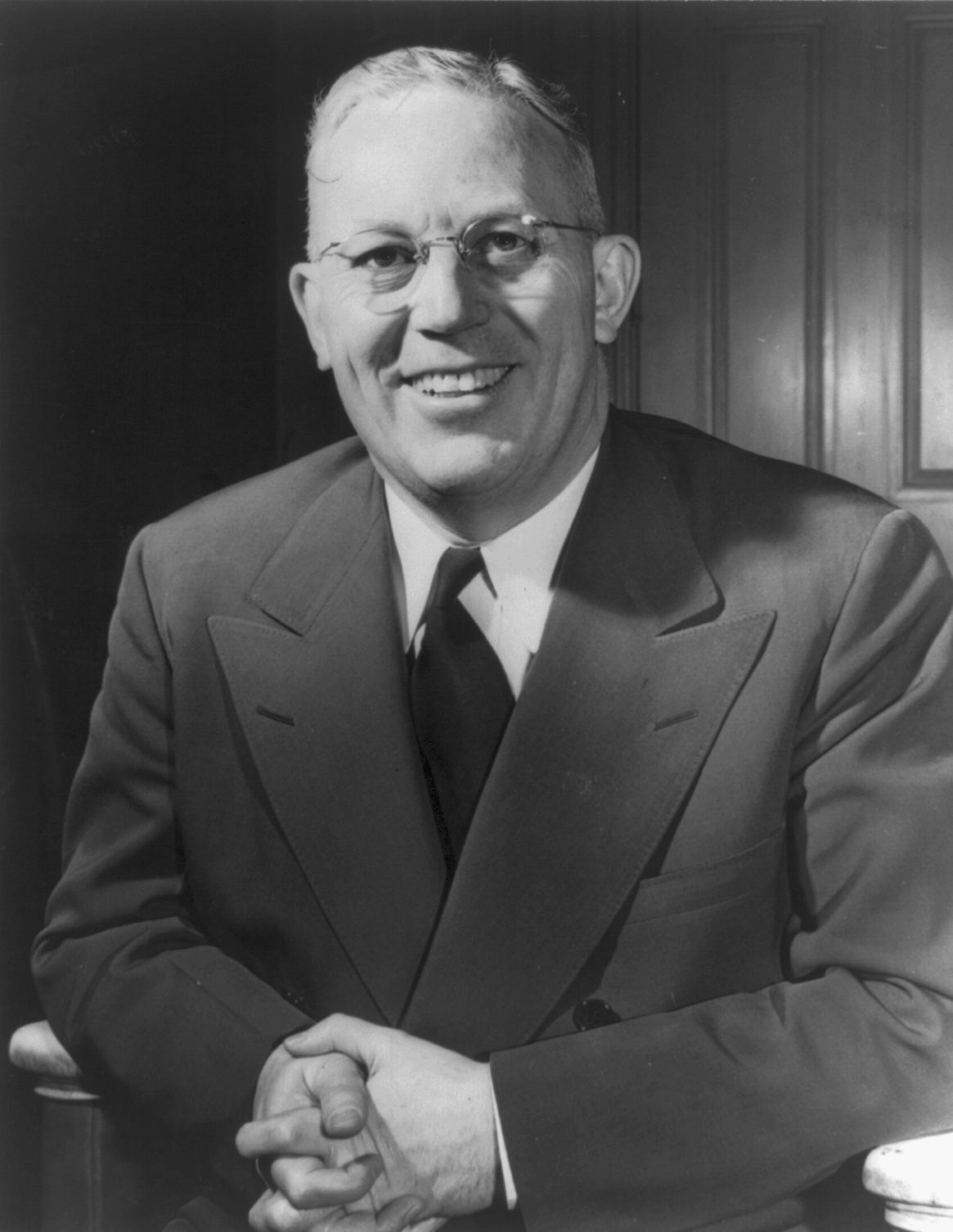
Warren ca guvernator al Californiei

### Alegerea în funcție
Warren a avut frecvent dezacorduri cu guvernatorul Culbert Olson pe diverse probleme, parțial din cauză că cei doi aparțineau unor partide diferite. Încă din 1939, susținătorii lui Warren au început să facă planuri pentru candidatura sa la alegerile guvernatoriale din California din 1942. Deși inițial reticent la această idee, Warren și-a anunțat candidatura la funcția de guvernator în aprilie 1942. El a candidat încrucișat la alegerile primare ale ambelor mari partide, a candidat fără etichetă de partid și a refuzat să susțină candidați pentru alte funcții. El a căutat să atragă alegători indiferent de partid și a declarat: „îl pot sprijini și îl voi sprijini pe președintele Roosevelt mai bine decât a făcut-o sau va face vreodată Olson”. Mulți democrați, inclusiv Olson, l-au criticat pe Warren pentru că „îmbracă o mantie de nepartizanat”, dar încercările lui Warren de a se ridica deasupra partidelor au rezonat cu mulți alegători. În august, Warren a câștigat cu ușurință primarele republicane și a surprins mulți observatori fiind foarte aproape de a-l învinge pe Olson la alegerile primare democrate. În noiembrie, el l-a învins clar pe Olson la alegerile generale, cu aproape 57 % din voturi. Victoria l-a făcut imediat pe Warren o figură de anvergură națională, și s-a bucurat de relații bune atât cu aripa conservatoare a Partidului Republican, condusă de Robert A. Taft, cât și cu aripa moderată a Partidului Republican, condusă de Thomas E. Dewey.

### Politici

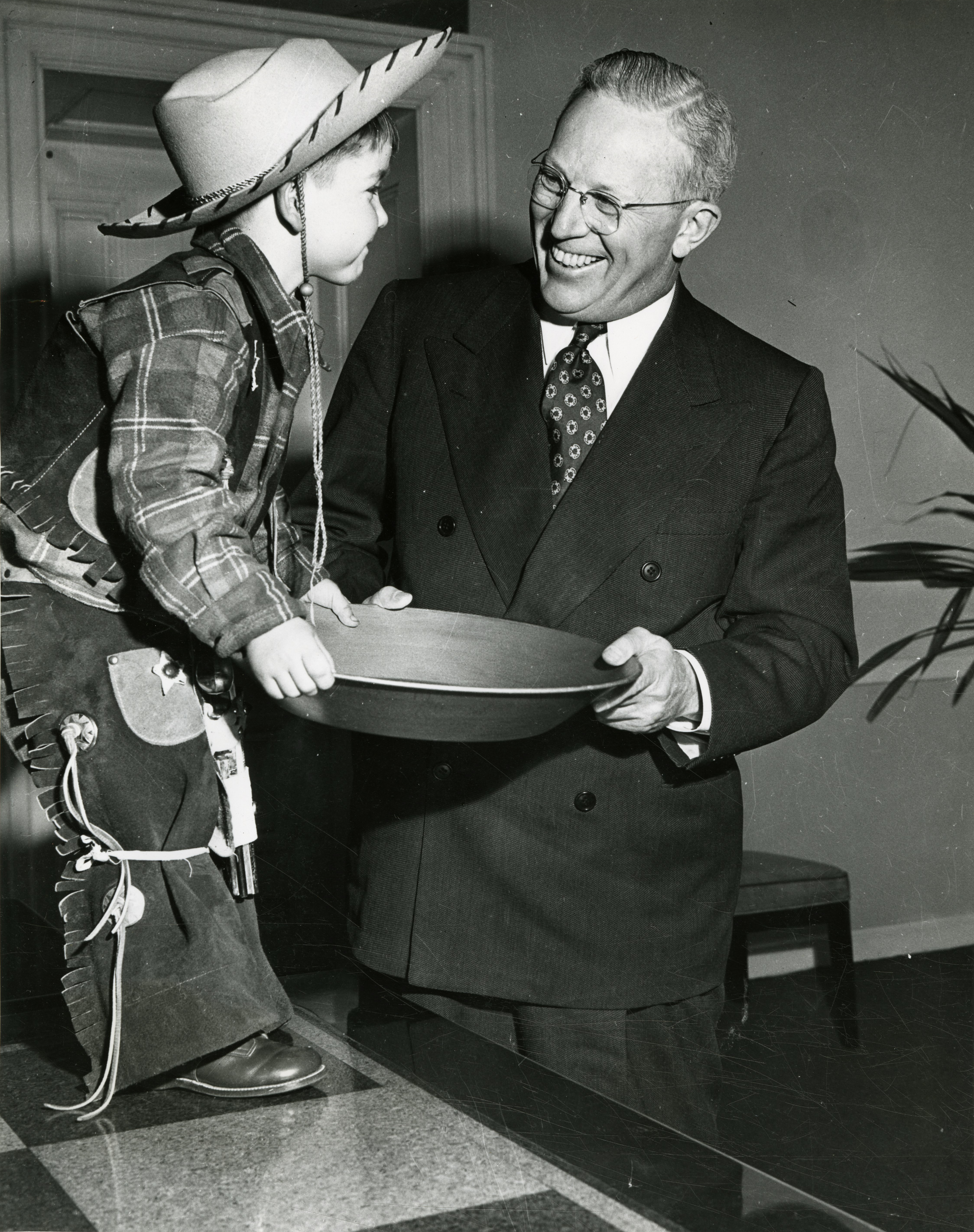
Guvernatorul Warren se întâlnește cu un tânăr „căutător de aur” în cadrul centenarului Californiei, 1948–50

Warren a modernizat funcția de guvernator și, în general, guvernarea statului. La fel ca majoritatea progresiștilor, Warren credea în eficiență⁠(d) și planificare. În timpul celui de al Doilea Război Mondial, el a urmărit agresiv planificarea economică postbelică. Temându-se de un alt declin postbelic care ar rivaliza cu anii marii crize, guvernatorul Earl Warren a inițiat proiecte de lucrări publice similare cu cele din New Deal pentru a valorifica surplusurile fiscale din timpul războiului și pentru a oferi locuri de muncă veteranilor întorși de pe front. De exemplu, sprijinul său pentru Legea Collier-Burns din 1947 a crescut taxele pe benzină, pentru a finanța un program masiv de construcție de drumuri, spre deosebire de alte state în care construcția drumurilor era finanțată din taxele de trecere sau obligațiuni. Sprijinul lui Warren pentru proiectul de lege a fost crucial, deoarece statutul său de guvernator popular îi întărea punctele de vedere, în contrast cu opoziția din partea lobbyiștilor din sectorul transportatorilor de mărfuri, petrolului și gazelor. Legea Collier-Burns a contribuit la influențarea adoptării Legii Federale a Drumurilor din 1956⁠(d), stabilind un model național pentru construcția de șosele. La mijlocul anilor 1940, Warren a încercat să implementeze o asistența medicală universală⁠(d) la nivelul statului, dar nu a reușit să obțină adoptarea planului din cauza opoziției comunităților medicală și de afaceri. În 1945, Carta Națiunilor Unite a fost semnată la San Francisco, pe când Warren era guvernatorul Californiei. El a jucat un rol important în Conferința Națiunilor Unite privind Organizarea Internațională⁠(d) din 25 aprilie până în 26 iunie 1945, care a condus la redactarea Cartei Națiunilor Unite.
Warren a promovat și legislație socială. El a construit sistemul de învățământ superior al statului pe baza Universității Californiei și pe rețeaua sa vastă de mici universități și colegii comunitare⁠(d). După ce instanțele federale au declarat ilegală segregarea școlarilor mexicani în cazul Mendez v.⁠(d) Westminster⁠(d) (1947), guvernatorul Warren a promulgat legi care au pus capăt segregării indienilor americani și asiaticilor. El a urmărit crearea unei comisii care să studieze discriminarea în muncă, dar planul său a fost blocat de republicani în legislativul statului. Guvernatorul Warren a încetat să aplice legea împotriva amestecului rasial⁠(d) din California după ce aceasta a fost declarată neconstituțională în Perez v.⁠(d) Sharp⁠(d) (1948). El a îmbunătățit și sistemele spitalicesc și penitenciar. Aceste reforme au oferit noi servicii unei populații în creștere rapidă; recensământul din 1950 a arătat că populația Californiei crescuse cu peste 50% în ultimii zece ani.

### Campaniile pentru realegere
Până în 1946, economia Californiei era în plină expansiune, Warren era foarte popular și s-a bucurat de relații excelente cu principalul oficial al statului ales din partea democraților, procurorul general Robert W. Kenny⁠(d). La îndemnul liderilor de partidul din California, Kenny a acceptat să candideze împotriva lui Warren la alegerile guvernatoriale din 1946, dar Kenny s-a abținut să-și critice adversarul și era concentrat mai mult pe rolul său în cadrul proceselor de la Nürnberg. Ca și în 1942, Warren a refuzat să susțină candidați pentru alte funcții și a încercat să se prezinte ca un guvernator eficient, nepartizan. Warren a câștigat cu ușurință primarele republicane pentru funcția de guvernator și, într-un vot mult mai strâns, l-a învins pe Kenny în primarele democrate. După ce a obținut nominalizarea ambelor partide, Warren a susținut candidatura republicanului William Knowland⁠(d) la Senatul SUA și pe a lui Goodwin Knight⁠(d) pentru postul de guvernator-locțiitor. Warren a câștigat alegerile generale la mare distanță, devenind primul guvernator al Californiei de la Hiram Johnson în 1914, care a câștigat un al doilea mandat.
Deși s-a gândit să se retragă după două mandate, Warren a ales în cele din urmă să încerce să obțină realegerea în 1950, în parte pentru a-l împiedica pe Knight să-i succeadă. A câștigat cu ușurință primarele republicane, dar a fost învins la primarele democrat de James Roosevelt⁠(d). Warren s-a aflat constant în fața lui Roosevelt în sondajele electorale generale și a câștigat realegerea detașat, cu 65 la sută din voturi. A fost primul guvernator al Californiei ales pentru trei mandate consecutive. În timpul campaniei din 1950, Warren a refuzat să-l susțină oficial pe Richard Nixon, candidatul republican pentru Senat. Lui Warren nu-i plăcea ceea ce el considera abordarea fără scrupule a lui Nixon față de politică și se temea să aibă un rival conservator la conducerea partidului la nivelul statului. În ciuda refuzului lui Warren de a face campanie pentru el, Nixon a învins-o ușor pe candidata democrată Helen Gahagan Douglas⁠(d).

### Politica națională, 1942–1952
După alegerea sa ca guvernator, Warren a apărut ca un potențial candidat la președinție sau vicepreședinție la alegerile din 1944. Căutând în primul rând să-și asigure statutul de cel mai de seamă republican din California, el a candidat ca fiu favorit⁠(d) la alegerile primare republicane din 1944. Warren a câștigat primarele din California fără opoziție, dar Thomas Dewey a câștigat nominalizarea partidului la președinție la Convenția Națională Republicană din 1944. Warren a rostit discursul principal al convenției, în care a cerut un Partid Republican mai liberal. Dewey i-a cerut lui Warren să-i servească drept candidat la vicepreședinție, dar Warren nu era interesat de această funcție și credea că Dewey va fi învins de președintele Roosevelt la alegerile din 1944, ceea ce s-a și întâmplat.
După victoria sa din 1946, Warren a început să planifice o candidatură la președinție la alegerile din 1948. Cei doi favoriți pentru nominalizare erau Dewey și Robert Taft, dar Warren, Harold Stassen⁠(d), Arthur Vandenberg⁠(d) și generalul Douglas MacArthur se bucurau fiecare de un sprijin semnificativ. Înainte de Convenția Națională Republicană din 1948⁠(d), Warren a încercat să se poziționeze drept „cal negru” care ar putea apărea ca un candidat de compromis. Cu toate acestea, Dewey a câștigat nominalizarea în cel de al treilea tur de scrutin al convenției. Dewey i-a cerut din nou lui Warren să-i servească drept partener de candidatură, și de data aceasta Warren a acceptat. Aflat în sondaje în fața președintelui Harry S. Truman, candidatul democrat, Dewey a dus o campanie prudentă care s-a concentrat în mare parte pe platitudini, și nu pe abordarea directă a problemelor. Warren a făcut campanie în toată țara în favoarea candidaturii lui, dar a fost frustrat că nu putea susține politici explicite. Spre surprinderea multor observatori, Truman a câștigat alegerile, singurul scrutin pe care Warren l-a pierdut vreodată.
După realegerea sa din 1950, Warren a hotărât că va încerca să obțină nominalizarea republicanilor pentru alegerile prezidențiale din 1952⁠(d) și și-a anunțat candidatura în noiembrie 1951. Taft a căutat și el nominalizarea, dar Dewey a refuzat să candideze pentru a treia oară la președinte. Dewey și susținătorii săi au dus în schimb o lungă campanie pentru a-l promova pe generalul Dwight D. Eisenhower drept candidat republican la președinție. Warren a candidat la trei primare prezidențiale republicane, dar a câștigat doar câțiva delegați din afara statului său de origine. La primarele din California, el l-a învins pe Thomas H. Werdel, ai cărui susținători conservatori afirmau că Warren „a abandonat republicanismul și a îmbrățișat obiectivele New Deal”. După ce Eisenhower a intrat în cursă, Warren și-a dat seama că singura lui speranță de nominalizare era să apară drept candidat de compromis la Convenția Națională Republicană din 1952, după un impas între susținătorii lui Eisenhower și Taft.
După primare, Warren a avut sprijinul a 80 de delegați, în timp ce Eisenhower și Taft aveau fiecare aproximativ 450 de delegați. Deși delegația din California s-a angajat să-l sprijine pe Warren, mulți dintre delegați au votat pe cont propriu pentru Eisenhower sau Taft. Fără ca Warren să știe, susținătorii lui Eisenhower îi promiseseră lui Richard Nixon vicepreședinția dacă ar putea să atragă delegația din California de partea lui Eisenhower. Până la momentul convenției, Nixon și susținătorii săi convinseseră majoritatea delegaților din California să-și schimbe voturile către Eisenhower după primul tur de scrutin al convenției. Eisenhower a câștigat 595 de voturi la primul scrutin prezidențial al convenției, cu doar 9 mai puțin de majoritatea necesară. Înainte de încheierea oficială a primului tur de scrutin, mai multe state și-au transferat voturile către Eisenhower, oferindu-i nominalizarea. Decizia lui Warren de a susține o regulă a convenției care elimina mai multe delegații contestate a fost esențială pentru victoria lui Eisenhower; Eisenhower însuși a spus că „dacă cineva mi-a câștigat mie nominalizarea, acela a fost Earl Warren”. Nixon a fost numit candidat la vicepreședinție alături de Eisenhower, iar Warren a făcut campanie în favoarea republicanilor în paisprezece state diferite. În cele din urmă, Eisenhower l-a învins pe candidatul democrat Adlai Stevenson al II-lea, luând 55% din votul popular național. Nixon a demisionat din Senat pentru a deveni vicepreședinte, iar Warren l-a numit pe Thomas Kuchel⁠(d) pe locul de Senat eliberat de Nixon.

## Președinte al Curții Supreme a Statelor Unite

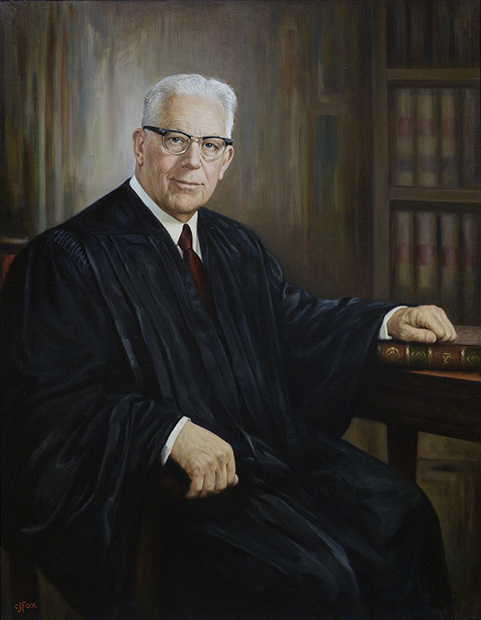
Earl Warren, președinte al Curții Supreme

### Numire
După alegerile din 1952, președintele ales Eisenhower a promis că îl va numi pe Warren pentru următorul post vacant la Curtea Supremă a Statelor Unite. Warren a refuzat funcția de secretar al internelor⁠(d) în noua administrație, dar în august 1953 a acceptat să servească drept avocat general⁠(d). În septembrie 1953, înainte ca numirea lui Warren ca avocat general să fie anunțată, președintele Curții Supreme, Fred M. Vinson⁠(d), a murit. Pentru a ocupa poziția critică de președinte al Curții Supreme, Eisenhower a luat în considerare fie promovarea unui judecător în funcție al Curții Supreme, fie numirea unei alte persoane cu experiență judiciară, dar în cele din urmă a ales să-și onoreze promisiunea de a-l numi Warren pentru primul post vacant la Curtea Supremă. Explicând calificările lui Warren pentru Curte, Eisenhower i-a scris fratelui său: „Warren a avut șaptesprezece ani de practică în dreptul public, timp în care palmaresul său a fost unul de realizări și succese remarcabile.... A fost cu siguranță un liberal-conservator; el reprezintă genul de gândire politică, economică și socială de care cred că avem nevoie la Curtea Supremă.” Warren a fost numit în timpul vacanței parlamentare⁠(d) în octombrie 1953, iar Senatul a confirmat numirea lui Warren prin aclamație în martie 1954. Începând cu 2021, Warren este cel mai recent președinte al Curții Supreme care a deținut funcții alese la nivel național în vreun moment al carierei sale și cel mai recent politician în activitate care a fost numit președinte al Curții Supreme. Warren a fost și primul american de origine scandinavă care numit la Curtea Supremă.

### Leadership și filozofie

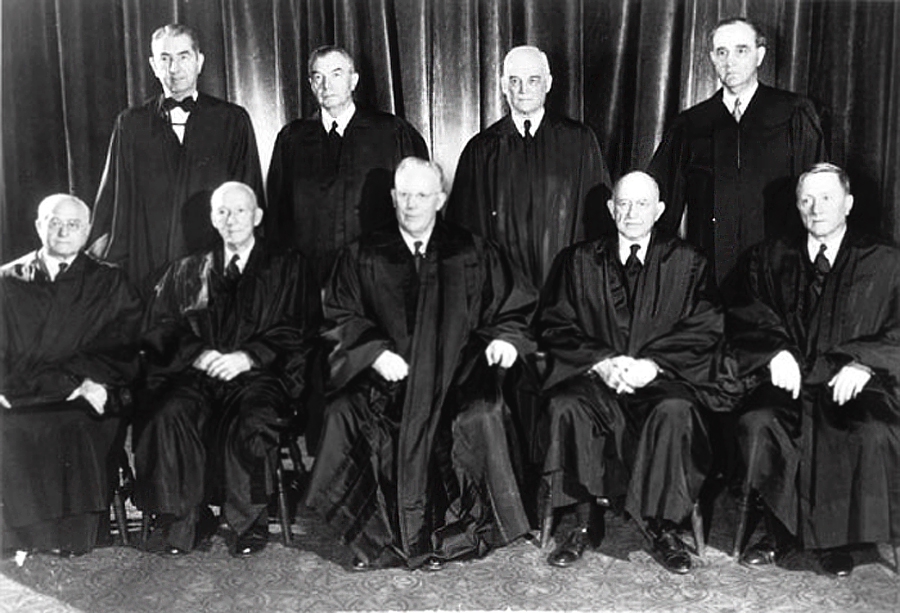
(1953–1969)

Când Warren a fost numit în funcție, toți ceilalți judecători de la Curtea Supremă fuseseră numiți de președinții Franklin Roosevelt sau Harry Truman, iar cei mai mulți erau democrați liberali devotați politicii New Deal. Cu toate acestea, ei nu se punau de acord cu privire la rolul pe care ar trebui să-l joace instanțele. Felix Frankfurter⁠(d) era în fruntea unei facțiuni care insista asupra autocontrolului judiciar⁠(d) și a respectării prerogativelor de elaborare a politicilor deținute de Casa Albă și de Congres. Hugo Black⁠(d) și William O. Douglas⁠(d) erau în fruntea facțiunii opuse care favoriza apropierea Curții de Congres în chestiuni de politică economică, dar au un rol mai activist al instanțelor în chestiunile legate de libertățile individuale. Convingerea lui Warren că justiția trebuie să caute să facă dreptate l-a plasat în facțiunea Black și Douglas. William J. Brennan Jr.⁠(d) a devenit liderul intelectual al facțiunii activiste după ce a fost numit la curte de Eisenhower în 1956 și a completat abilitățile politice ale lui Warren cu abilitățile juridice puternice care îi lipseau lui Warren. 
Ca președinte al Curții Supreme, cea mai importantă prerogativă a lui Warren era puterea de a atribui opinii dacă se afla în majoritate. Această putere avea un rol subtil, dar important în formarea opiniilor majoritare ale Curții, deoarece judecătorii diferiți puteau redacta opinii diferite. Warren i-a cerut inițial judecătorului senior, Hugo Black, să prezideze conferințele până când se obișnuiește el cu procesele Curții. Warren a învățat însă repede și în curând a devenit președinte al Curții și în fapt, nu doar cu numele. Forța lui Warren rezida în stilul său grav afișat în public, în abilitățile sale de conducere și în credința sa fermă că Constituția garantează drepturi naturale și că Curtea are rolul unic de a proteja aceste drepturi. Argumentele sale nu dominau conferințele judiciare, dar Warren excela la crearea de coaliții și în a-și convinge colegii în întâlniri informale.
Warren vedea Constituția SUA ca întruchiparea valorilor americane și era profund interesat de implicațiile etice ale hotărârilor Curții. Potrivit judecătorului Potter Stewart⁠(d), fundamentele filozofice ale lui Warren erau „platitudinile eterne, aproape banale, în care credea sincer” și „marea forță a lui Warren a fost credința sa simplă în lucrurile de care râdem acum: maternitatea, căsătoria, familia, drapelul și altele asemenea.” Istoricul constituțional Melvin I. Urofsky concluzionează că „juriștii sunt de acord că, în calitate de judecător, Warren nu se ridica la nivelul lui Louis Brandeis, Black sau Brennan în ceea ce privește jurisprudența. Opiniile lui nu erau întotdeauna redactate clar, iar logica sa juridică era adesea încâlcită.” La această concluzie au ajuns și alți specialiști.

### Anii 1950

#### Brown v. Board of Education
La scurt timp după ce s-a alăturat Curții, Warren a prezidat cazul Brown v.⁠(d) Board of Education⁠(d), care a apărut în urma contestației legale a NAACP⁠(d) împotriva legilor Jim Crow. Sudul Statelor Unite a implementat legile Jim Crow după Epoca Reconstrucției pentru a-i priva de drepturi⁠(d) pe afro-americani și a segrega⁠(d) școlile publice și alte instituții. În cazul din 1896 Plessy v.⁠(d) Ferguson⁠(d), Curtea a susținut că al paisprezecelea amendament nu interzice segregarea în instituțiile publice dacă instituțiile erau „separate, dar egale⁠(d)”. În deceniile de după Plessy, NAACP obținuse mai multe victorii legale, dar 17 state au cerut segregarea școlilor publice până în 1954. În 1951, Curtea Vinson începuse să audieze contestația legală a NAACP împotriva sistemelor școlare segregate, dar nu pronunțase o decizie când Warren a preluat mandatul.
La începutul anilor 1950, Warren devenise personal convins că segregarea este greșită din punct de vedere moral și că nu poate fi apărată cu argumente juridice. Warren a căutat nu numai să anuleze decizia din cazul Plessy, ci și să facă aceasta cu un verdict unanim. Warren, Black, Douglas, Burton și Minton susțineau răsturnarea precedentului, dar din diferite motive, Robert H. Jackson⁠(d), Felix Frankfurter⁠(d), Tom C. Clark⁠(d) și Stanley Forman Reed⁠(d) erau însă reticenți să răstoarne decizia Plessy. Cu toate acestea, Warren i-a câștigat de partea lui pe Jackson, Frankfurter și Clark, în parte, permițând statelor și instanțelor federale flexibilitatea de a urmări desegregarea școlilor în ritmuri diferite. Warren l-a curtat pe larg pe ultimul ezitant, Reed, care a acceptat în cele din urmă să se alăture unui verdict unanim, deoarece se temea că o disidență ar încuraja rezistența față de hotărârea Curții. După ce Curtea Supremă a votat în mod oficial pentru a considera că segregarea școlilor publice este neconstituțională, Warren a redactat o schiță de opt pagini din care grefierii săi au redactat o opinie, iar Curtea și-a pronunțat decizia în mai 1954. În Sudul Profund, la acea vreme, în sud, oamenii puteau vedea pancarte care cereau „Destituiți-l pe Earl Warren”.

#### Alte decizii și evenimente
Prin aranjarea unei decizii unanime în cazul Brown, Warren s-a impus pe deplin ca lider al Curții. El a rămas însă și o figură proeminentă la nivel național. După ce un sondaj Gallup⁠(d) din 1955 a constatat că o multitudine de respondenți republicani îl preferau pe Warren ca succesor al lui Eisenhower, Warren a anunțat public că nu va demisiona de la Curte sub nicio circumstanță. Eisenhower se gândea serios să se retragă după primul mandat și să-l încurajeze pe Warren să candideze la alegerile prezidențiale din 1956⁠(d), dar în cele din urmă a ales să candideze după ce a primit un raport medical pozitiv după atacul de cord. În ciuda acestei scurte posibilități, s-a dezvoltat o scindare între Eisenhower și Warren, iar unii autori cred că Eisenhower ar fi remarcat la un moment dat că numirea lui Warren a fost „cea mai mare greșeală de prost pe care am făcut-o vreodată”.
Între timp, mulți politicieni din Sud și-au exprimat indignarea față de deciziile Curții și au promis că vor opune rezistență oricărei încercări federale de a forța desegregarea, o strategie cunoscută sub numele de rezistență masivă⁠(d). Deși Brown nu impunea desegregarea imediată a școlilor și nici nu interzicea alte instituții „separate, dar egale”, majoritatea observatorilor au recunoscut că decizia marca începutul sfârșitului pentru sistemul Jim Crow. De-a lungul anilor în funcția de președinte al Curții Supreme, Warren a reușit să mențină unanimitate pentru deciziile privind segregarea. Brown s-a aplicat doar școlilor, dar în curând, Curtea a extins conceptul la alte acțiuni ale statului, prin eliminarea clasificării rasiale în multe domenii. Warren a făcut compromisuri, acceptând cererea lui Frankfurter ca Curtea să pună în aplicare desegregarea într-un ritm lent. La o decizie din 1955 (Brown II), Warren a folosit sugestia lui Frankfurter de a include expresia „cu toată viteza deliberată”. În 1956, după boicotul autobuzelor din Montgomery, Curtea Supremă a confirmat decizia unei instanțe inferioare conform căreia autobuzele separate sunt neconstituționale. Doi ani mai târziu, Warren l-a desemnat pe Brennan să redacteze opinia Curții în cazul Cooper v.⁠(d) Aaron⁠(d). Brennan a susținut că oficialii statului aveau obligația legală de a pune în aplicare hotărârea Curții privind desegregarea în cazul Brown.
În mandatul din 1956, Curtea Warren a fost admonestată de către anticomuniști, ca senatorul american Joseph McCarthy, după ce a pronunțat o serie de decizii, între care Yates v.⁠(d) Statele Unite ale Americii⁠(d), care anulau legile menite să suprime comuniștii și au dus mai târziu la declinul macarthyismului. Deciziile Curții Warren cu privire la aceste cazuri au reprezentat o schimbare majoră față de atitudinea Curții Vinson⁠(d), care în general susținuse astfel de legi în timpul celei de a Doua Panici Roșii.

### Anii 1960

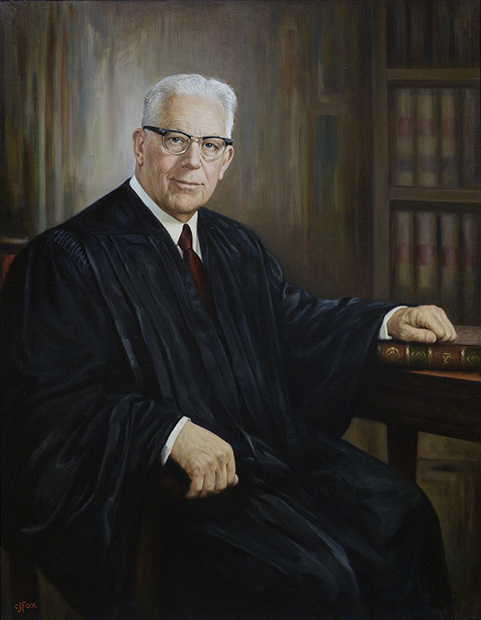
Earl Warren, președinte al Curții Supreme

După ce Partidul Republican l-a nominalizat pe Richard Nixon la alegerile prezidențiale din 1960, Warren l-a susținut în particular pe candidatul democrat, John F. Kennedy. Cei doi au devenit personal apropiați după inaugurarea lui Kennedy. Warren a scris mai târziu că „niciun american în timpul vieții mele lungi nu și-a stabilit așteptări mai înalte pentru o Americă mai bună și nu și-a centrat atacurile mai precis pe răul și deficiențele societății noastre mai mult decât a făcut-o [Kennedy]”. În 1962, Frankfurter s-a pensionat și a fost înlocuit de Arthur Goldberg⁠(d), desemnat de Kennedy, ceea ce a oferit blocului liberal majoritatea în Curte. Goldberg a părăsit și el Curtea în 1965, dar a fost înlocuit de Abe Fortas⁠(d), care împărtășea în mare parte filosofia judiciară a lui Goldberg. Cu blocul liberal aflat ferm în majoritate, Curtea Warren a pronunțat o serie de hotărâri importante în anii 1960.

#### Bill of Rights
Anii 1960 au marcat o schimbare majoră în interpretarea constituțională, întrucât Curtea Warren a continuat procesul de încorporare a Bill of Rights⁠(d) în care prevederile primelor zece amendamente la Constituția SUA au fost aplicate statelor. Warren considera că Bill of Rights este o codificare a „drepturilor naturale ale omului” împotriva guvernului și credea că incorporarea va aduce legea „în armonie cu principiile morale”. Când Warren a preluat mandatul, majoritatea prevederilor Primului Amendament se aplicau deja statelor, dar marea majoritate a Bill of Rights se aplica doar guvernului federal. Curtea Warren a procedat la încorporarea dispozițiilor rămase din Primul Amendament, precum și integral sau parțial din al patrulea, al cincilea⁠(d), al șaselea⁠(d) și al optulea amendament. Curtea Warren a pronunțat și numeroase alte hotărâri importante cu privire la Bill of Rights, în special în domeniul procedurii penale.
În cazul New York Times Co. v. Sullivan⁠(d), Curtea Supremă a anulat o condamnare pentru calomnie a editorului ziarului New York Times. În opinia majorității, Brennan a articulat standardul malițiozității reale⁠(d) pentru calomnia împotriva funcționarilor publici, care a devenit pe termen lung o parte a dreptului constituțional. În Tinker v. Des Moines Independent Community School District⁠(d), Curtea a anulat suspendarea unui elev de clasa a opta care purta o banderola neagră în semn de protest față de Războiul din Vietnam. Opinia majoritară a lui Fortas remarca faptul că elevii „nu au renunțat la drepturile constituționale de libertate de exprimare sau a cuvântului la poarta școlii”. Decizia Curții în cazul United States v. Seeger⁠(d) a extins sfera celor care puteau fi clasificați drept obiectori de conștiință în cadrul sistemului de servicii selective⁠(d), permițând persoanelor nereligioase cu obiecții etice să revendice statutul de obiector de conștiință. În alt caz, Statele Unite v. O'Brien⁠(d), Curtea a menținut interdicția de a arde livrete militare⁠(d). Warren a făcut opinie separată în cazul Street v. New York⁠(d) în care Curtea a anulat o lege la nivel de stat care interzicea profanarea drapelului american. Când grefierii l-au întrebat de ce nu este de acord în acest caz, Warren a spus: „Băieți, este drapelul american. Pur și simplu nu am să votez în favoarea arderii drapelului american.” În cazul din 1969 Brandenburg v. Ohio⁠(d), Curtea a considerat că guvernele nu pot pedepsi exprimarea unor opinii decât dacă sunt „îndreptate spre incitarea sau producerea unei iminente acțiuni ilegale⁠(d) și care este de natură să incite sau să producă o astfel de acțiune”.

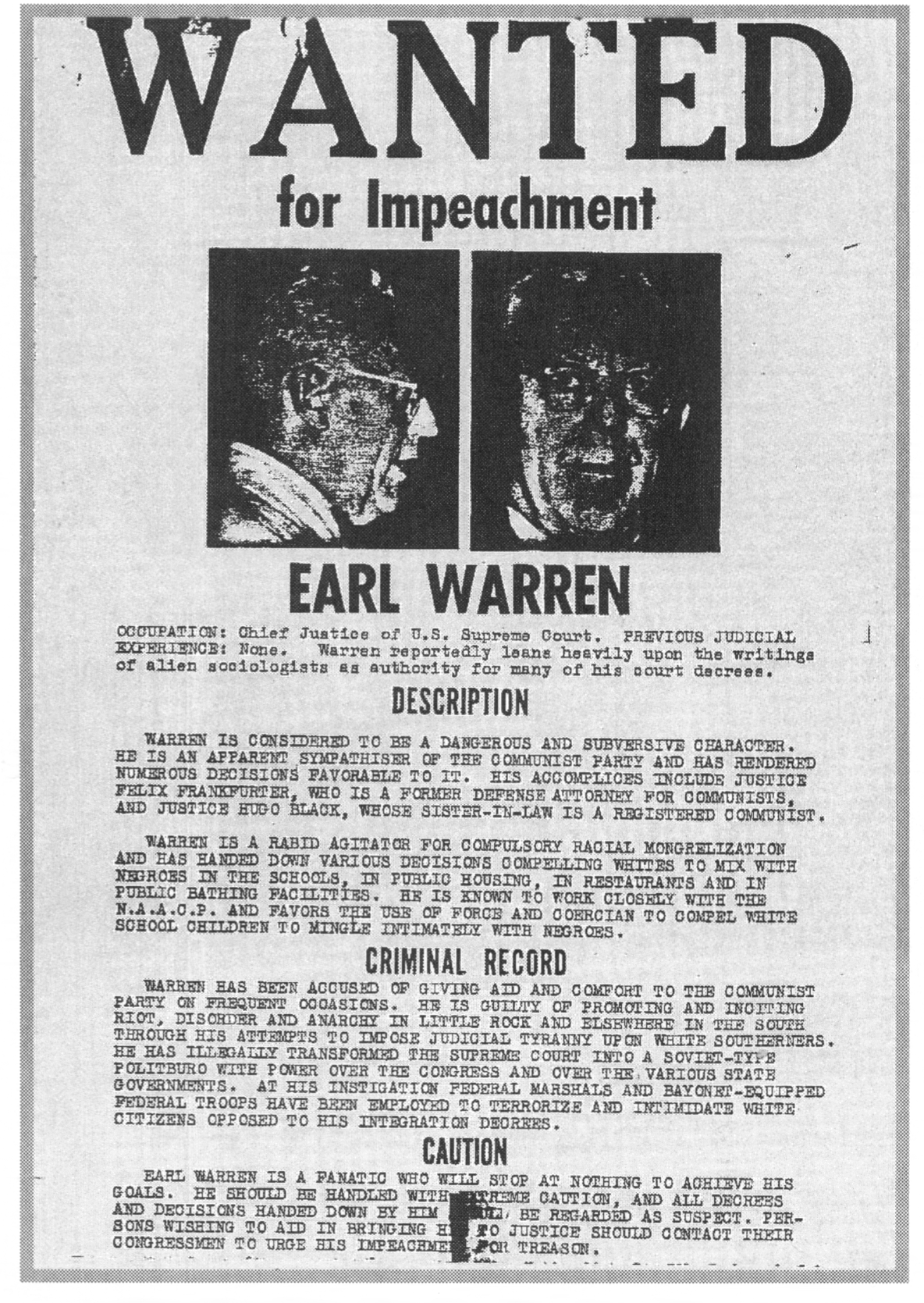
Un semn „Impeach Earl Warren”, postat în San Francisco în octombrie 1958

În 1962, decizia din cazul Engel v. Vitale⁠(d) a stabilit că clauza religiei de stat⁠(d) interzice rugăciunile obligatorii în școlile publice. Hotărârea a stârnit o reacție puternică din partea multor lideri politici și religioși, dintre care unii au cerut demiterea lui Warren. Warren a devenit o țintă favorită a grupurilor de dreapta, cum ar fi Societatea John Birch, precum și a candidatului republican la președinția din 1964⁠(d), Barry Goldwater. Engel, cazurile de procedură penală și criticile persistente la adresa politicienilor conservatori precum Goldwater și Nixon au contribuit la o scădere a popularității Curții la mijlocul și sfârșitul deceniului anilor 1960. În Griswold v. Connecticut⁠(d), Curtea a anulat o lege la nivel de stat menită să restricționeze accesul la contracepție, și a stabilit un drept constituțional la viață privată. Griswold a oferit ulterior un precedent important pentru cazul Roe v. Wade, care a interzis multe legi menite să restricționeze accesul la avort⁠(d).

#### Procedura penală
La începutul anilor 1960, Curtea și-a îndreptat din ce în ce mai mult atenția asupra procedurii penale, care în mod tradițional fusese în primul rând domeniul de competență al statelor. În cazul Elkins v. Statele Unite ale Americii⁠(d) (1960), Warren s-a alăturat majorității care a înlăturat „Doctrina Platoului de Argint”, o lacună a regulii de excludere⁠(d) care permitea oficialilor federali să folosească dovezi care fuseseră strânse ilegal de oficialii unui stat. În anul următor, în Mapp v. Ohio⁠(d), Curtea a considerat că interdicția din al patrulea amendament privind „perchezițiile și confiscările nerezonabile” se aplică oficialilor statelor. Warren a redactat opinia majoritară în Terry v. Ohio⁠(d) (1968) în care Curtea a stabilit că ofițerii de poliție pot percheziționa un suspect de fapte penale dacă au o suspiciune rezonabilă⁠(d) că suspectul comite sau este pe cale să comită o infracțiune. În Gideon v. Wainwright⁠(d) (1962), Curtea a stabilit că al șaselea amendament impune statelor să furnizeze avocați finanțați din fonduri publice tuturor inculpaților acuzați de o infracțiune⁠(d) și care nu își pot permite un avocat. Înainte de Gideon, inculpaților li se garanta dreptul la consiliere numai în procesele federale și în cazurile capitale.
În Escobedo v. Illinois⁠(d) (1964), Curtea a considerat că al șaselea amendament garantează suspecților de infracțiuni dreptul de a se consulta cu avocatul lor în timpul interogatoriilor poliției. Decizia Escobedo era limitată la suspecții de fapte penale care aveau un avocat în momentul arestării lor și cereau să se consulte cu acel avocat. În cazul de referință Miranda v. Arizona⁠(d), Warren a redactat opinia majoritară, care stabilea dreptul la consiliere pentru orice suspect de infracțiuni și impunea poliției să dea suspecților de fapte penale ceea ce a devenit cunoscut sub numele de „avertismentul Miranda⁠(d)” în care suspecții sunt notificați cu privire la dreptul lor de avea un avocat și de dreptul lor la tăcere⁠(d). Warren a încorporat câteva sugestii de la Brennan, dar opinia sa în cazul Miranda a fost influențată cel mai mult de experiențele sale anterioare ca procuror districtual. Spre deosebire de multe dintre celelalte decizii ale Curții Warren, inclusiv Mapp și Gideon, Miranda crea standarde care depășeau cu mult orice fusese legiferat până atunci de oricare dintre state. Miranda s-a confruntat cu o reacție puternică din partea forțelor de ordine și a liderilor politici. Conservatorii au denunțat cu furie ceea ce ei numeau „încătușarea poliției”.

#### Redistribuirea (un om, un vot)
Dreptul de a vota liber pentru candidatul ales este esența unei societăți democratice, și orice restricție asupra acelui drept lovește în inima guvernării reprezentative. Și dreptul la vot poate fi refuzat printr-o degradare sau diluare a ponderii votului unui cetățean la fel de mult ca prin interzicerea cu totul a liberei exercitări a acestui drept.
În 1959, mai mulți rezidenți nemulțumiți de colegiile legislative din Tennessee au intentat proces împotriva statului în Baker v. Carr⁠(d). La fel ca multe alte state, Tennessee avea colegii legislative cu populații inegale,, iar reclamanții cereau divizarea statului în colegii mai echitabile. În Colegrove v. Green⁠(d) (1946), Curtea Supremă a refuzat să se implice în împărțirea colegiilor și a lăsat problema în sarcina Congresului și a statelor. În Gomillion v. Lightfoot⁠(d) (1960), Curtea a anulat un plan de reîmpărțire menit să dilueze ponderea voturilor alegătorilor afro-americani, dar mulți dintre judecători au avut rețineri în a se implica mai mult în trasarea colegiilor. Frankfurter a insistat că Curtea ar trebui să evite „desișul politic” al trasării colegiilor și a avertizat că Curtea nu va fi niciodată capabilă să găsească o formulă clară pentru a îndruma instanțele inferioare. Warren a contribuit la a-l convinge pe judecătorul Curții Supreme Potter Stewart⁠(d) să se alăture opiniei majoritare a lui Brennan în Baker v. Carr, care considera că redistribuirea nu era o chestiune politică⁠(d) și, prin urmare, instanțele federale aveau jurisdicție asupra acestei chestiuni. Opinia nu impunea direct statului Tennessee să implementeze redistribuirea colegiilor, ci lăsa în sarcina unei instanțe districtuale federale determinarea chestiunii dacă colegiile din Tennessee încălcă Constituția. Într-un alt caz, Gray v. Sanders⁠(d), Curtea a anulat sistemul unităților de comitat⁠(d) din Georgia, care acordat o putere disproporționată comitatelor rurale la alegerile primare ale partidelor. Într-un al treilea caz, Wesberry v. Sanders⁠(d), Curtea a impus statelor să traseze colegii de reprezentare în Congres cu populație egală.
În Reynolds v. Sims⁠(d) (1963), președintele Curții Supreme a redactat ceea ce biograful Ed Cray numește „cea mai influentă dintre cele 170 de opinii majoritare pe care avea să le scrie [Warren]”. Opt din cei nouă judecători au votat pentru a impune colegii pentru Congres cu populație egală în Wesberry, dar unii dintre judecători aveau rețineri în a impune ca colegiile pentru legislativele statelor să aibă tot populație egală. Warren a indicat că clauza de protecție egală⁠(d) impunea ca districtele legislative ale statelor să fie împărțite în mod egal: „legiuitorii reprezintă oamenii, nu copacii sau hectarele. Legiuitorii sunt aleși de alegători, nu de ferme sau orașe sau interese economice.” Argumentația lui susținea principiul „un om, un vot⁠(d)”, care fusese anterior articulat de Douglas. După decizie, statele și-au rearanjat colegiile legislative rapid și cu probleme minime. Numeroși comentatori au concluzionat că redistribuirea a fost marea „poveste de succes” a Curții Warren.

#### Drepturile civile
Drepturile civile au continuat să fie o problemă majoră cu care s-a confruntat Curtea Warren în anii 1960. În Peterson v. Greenville (1963), Warren a redactat opinia majoritară a Curții, care anula ordonanțele locale care interziceau restaurantelor să servească persoane albe și negre în aceeași cameră. Mai târziu în acel deceniu, Curtea a confirmat constituționalitatea legii drepturilor civile din 1964 în Heart of Atlanta Motel, Inc. v. Statele Unite ale Americii⁠(d). Curtea a considerat că clauza comercială⁠(d) împuternicește guvernul federal să interzică segregarea rasială în spațiile publice⁠(d) cum ar fi hotelurile. Hotărârea a anulat practic toate cazurile de drepturi civile⁠(d) din 1883 și până atunci în care Curtea Supremă susținuse că Congresul nu poate reglementa discriminarea rasială practicată de întreprinderile private. Curtea a susținut o altă lege de referință privind drepturile civile, legea drepturilor la vot din 1965, considerând că acesta era valabilă sub autoritatea oferită Congresului prin al cincisprezecelea amendament.
În 1967, Warren a redactat opinia majoritară în cazul de referință Loving v. Virginia⁠(d), în care Curtea a declarat neconstituționale legile la nivel de stat care interziceau căsătoriile interrasiale⁠(d). Warren a fost deosebit de mulțumit de hotărârea din cazul Loving, deoarece regretase de mult că Curtea nu acceptase cazul similar Naim v. Naim⁠(d) din 1955. În Harper v. Virginia State Board of Elections⁠(d) (1966), Curtea a anulat taxele de vot⁠(d) de la alegerile la nivel de stat. Într-un alt caz, Bond v. Floyd⁠(d), Curtea a obligat legislativul Georgiei să îl pună în funcție pe nou-alesul congressman Julian Bond⁠(d); membrii legislativului refuzaseră să-l lase pe Bond să preia mandatul pentru că el se opunea Războiului din Vietnam.

#### Comisia Warren

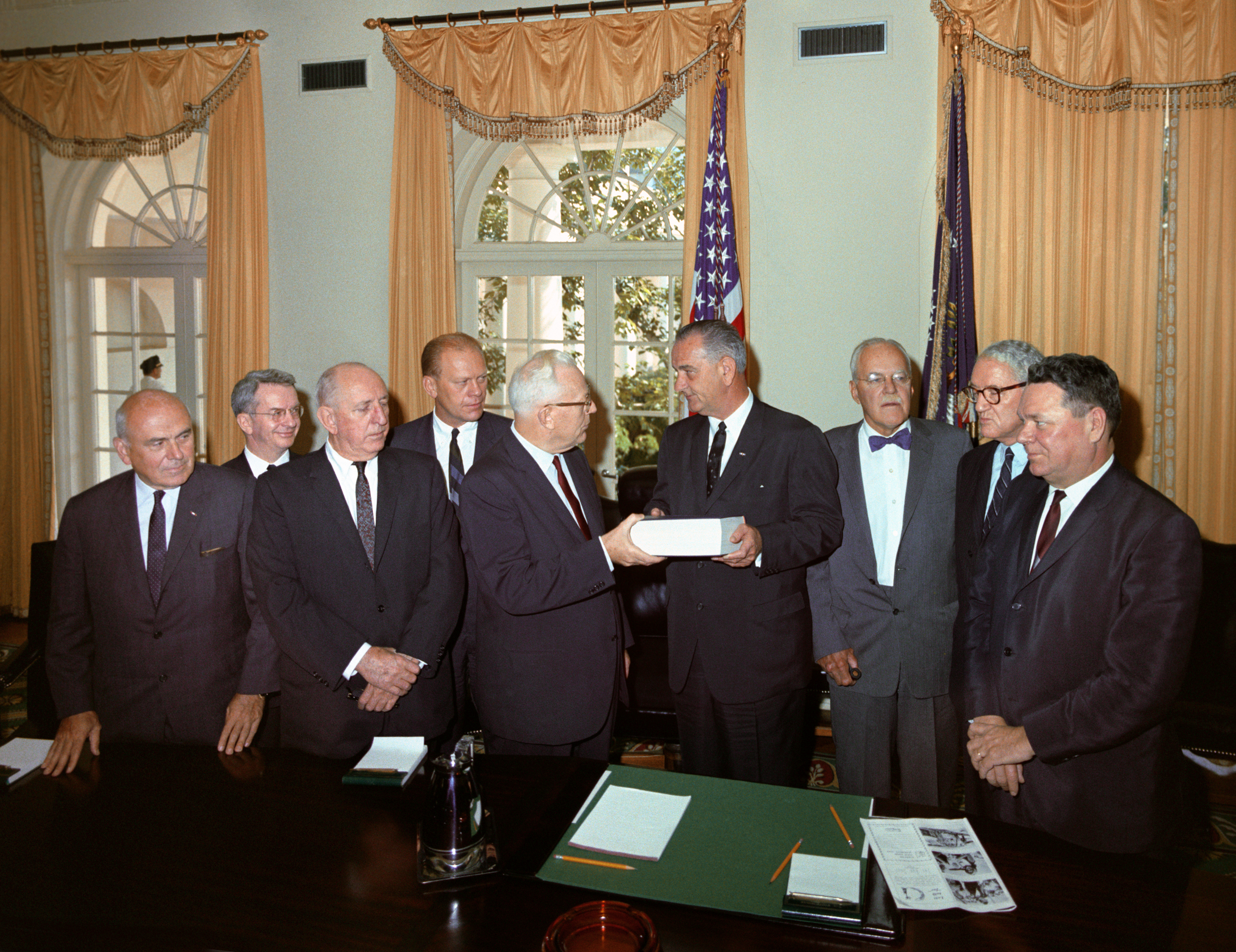
Earl Warren prezintă președintelui Johnson raportul Comisiei sale la.

La scurt timp după asasinarea lui John F. Kennedy, noul președinte, Lyndon B. Johnson, l-a convins pe Warren să conducă o comisie bipartizană însărcinată cu anchetarea asasinatului. Din decembrie 1963 până în octombrie 1964, Warren a ocupat simultan funcția de președinte al Curții Supreme a Statelor Unite și pe cea de președinte al Comisiei Warren⁠(d).
La începutul anchetei, Warren s-a hotărât să angajeze personalul juridic al comisiei din afara guvernului, pentru a evita orice influență necorespunzătoare asupra activității sale. Warren l-a numit pe Lee Rankin⁠(d) în funcția de consilier general și a lucrat îndeaproape cu Rankin și asistenții săi, Howard P. Willens⁠(d) și Norman Redlich⁠(d), pentru a recruta avocați, a supraveghea investigația acestora și a publica raportul Comisiei. Pentru a evita confuzia și duplicarea investigațiilor paralele, Warren a convins autoritățile statului Texas să amâne orice anchetă locală cu privire la asasinat.
Warren a fost implicat personal în mai multe aspecte ale anchetei. El a supravegheat cele patru zile de audiere a văduvei lui Lee Harvey Oswald, Marina Oswald⁠(d), și a fost criticat pe scară largă pentru că a spus presei că, deși mărturia ei va fi dezvăluită public la un moment dat, acel moment „s-ar putea să nu fie în timpul vieții voastre”. A participat la audierea cu ușile închise a lui Jacqueline Kennedy și a insistat să participe la depoziția lui Jack Ruby la Dallas, unde a vizitat depozitul de cărți. Warren a participat și la investigarea tratamentului medical și a autopsiei lui Kennedy. La insistențele lui Robert Kennedy, Warren s-a ocupat de sarcina dificilă de a revizui singur fotografiile autopsiei. Deoarece fotografiile erau atât de neplăcute, Warren a decis că nu ar trebui incluse în probele Comisiei.
Warren a supravegheat îndeaproape elaborarea raportului Comisiei. El a dorit să se asigure că membrii Comisiei au multe ocazii de a evalua munca personalului și de a-și exprima propriile opinii cu privire la concluziile importante ale raportului. El a insistat că raportul ar trebui să fie unanim acceptat și astfel a făcut compromisuri cu privire la o serie de aspecte pentru a-i determina pe toți membrii să semneze versiunea finală. Deși o reconstituire a asasinatului „a produs dovezi convingătoare” care susțin teoria unui singur glonț, Comisia a decis să nu ia o poziție cu privire la teoria unui singur glonț. Comisia a concluzionat în unanimitate că asasinatul a fost făptuit de un singur individ, Lee Harvey Oswald, care a acționat singur.
Comisia Warren a fost o experiență nefericită pentru președintele Curții Supreme. După cum își amintea Willens, „nu se pot spune prea multe despre sacrificiul președintelui Curții. Munca a fost o povară asupra bunăstării sale fizice.” Cu toate acestea, Warren a crezut întotdeauna că concluzia principală a Comisiei, că Oswald a acționat singur, este cea corectă. În memoriile sale, Warren scria că Oswald nu era capabil să fie agentul-cheie într-o conspirație și că orice conspirație guvernamentală la nivel înalt ar fi fost inevitabil descoperită. Revista Newsweek l-a citat pe Warren spunând că, dacă s-ar fi ocupat de cazul Oswald ca procuror districtual, „aș fi putut obține o condamnare în două zile și nu am mai fi auzit niciodată despre acest caz”. Warren a scris că „faptele asasinatului în sine sunt simple, atât de simple încât mulți oameni își imaginează că ar trebui să fie mai complicat și mai conspirativ pentru a fi adevărat”. Warren a spus personalului Comisiei să nu-și facă griji cu privire la teoriile conspirației și la alte critici la adresa raportului, deoarece „istoria ne va da dreptate”.

### Pensionarea

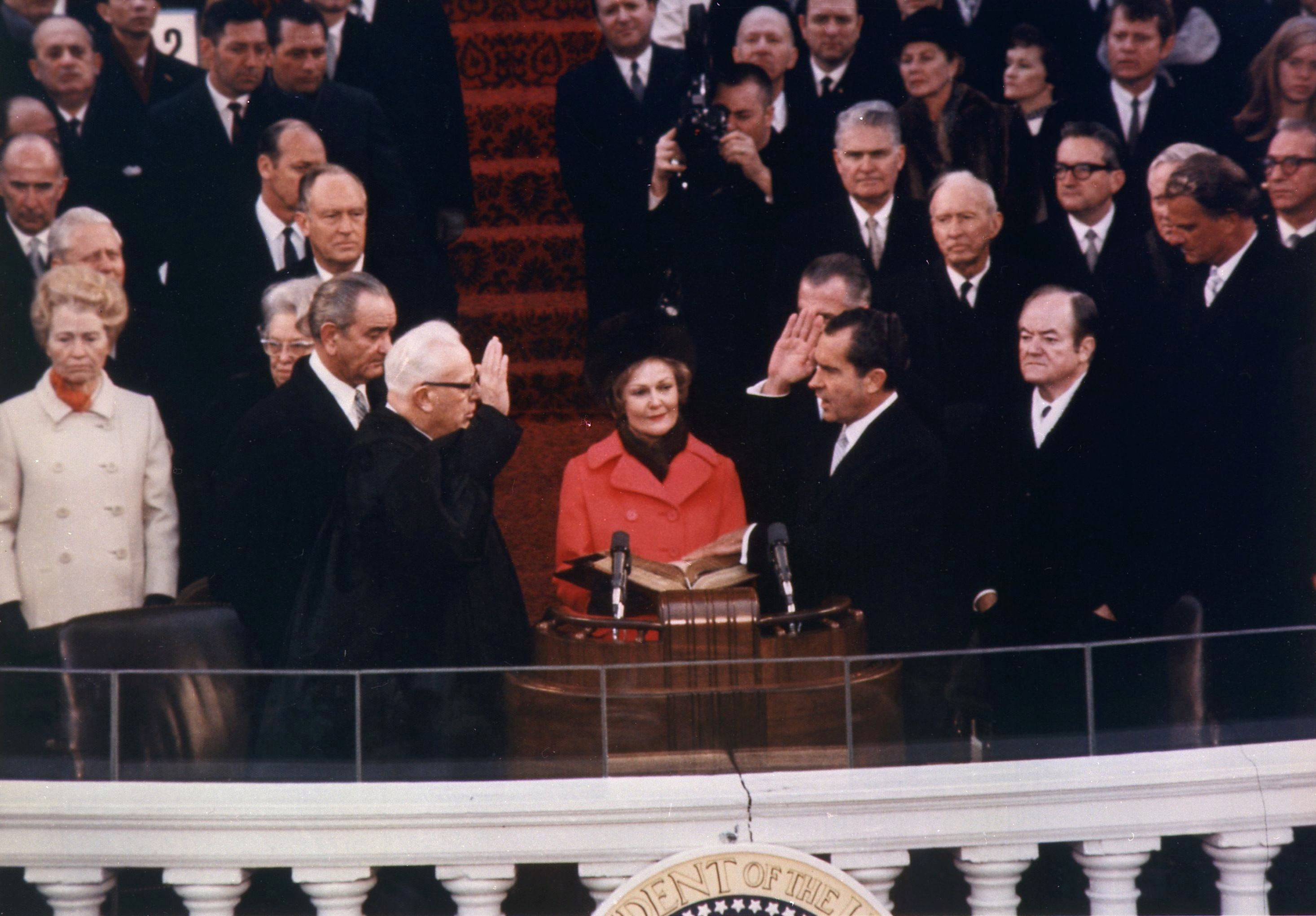
Pe, președintele Nixon depune jurământul în fața președintelui Curții Supreme Warren.

În 1968, Warren era gata să se retragă de la Curtea Supremă. El spera să călătorească prin lume împreună cu soția sa și voia să renunțe la cariera juridică înainte de a intra în declinul mental pe care îl observase atât la Hugo Black, cât și la William Douglas. De asemenea, se temea că Nixon va câștiga alegerile prezidențiale din 1968⁠(d) și va numi un succesor conservator dacă Warren va părăsi Curtea mai târziu. La 13 iunie 1968, Warren și-a înaintat scrisoarea de demisie președintelui Johnson (care a oficializat-o la 21 iunie), și care avea să intre în vigoare după confirmarea unui succesor. În an electoral, nu era asigurată confirmarea unui succesor; după ce Warren și-a anunțat retragerea, aproximativ jumătate din grupul republican al Senatului s-a angajat să se opună oricărei numiri la Curtea Supremă înainte de alegeri.
Johnson l-a nominalizat pe judecătorul Fortas, un prieten personal și consilier al președintelui, drept succesor al lui Warren la președinția Curții, și l-a nominalizat pe judecătorul federal de curte de apel Homer Thornberry⁠(d) pentru a-i lua locul lui Fortas. Republicanii și democrații din sud s-au unit pentru a evita nominalizarea lui Fortas. Opoziția lor s-a centrat pe criticile la adresa Curții Warren, inclusiv pe multe decizii care fuseseră pronunțate înainte ca Fortas să se alăture Curții, precum și pe preocupări etice legate de discursurile plătite și apropierea lui Fortas de Johnson. Deși majoritatea Senatului ar fi fost în favoarea confirmării lui Fortas, adversarii au trecut la filibuster⁠(d), ceea ce a blocat votarea nominalizării de către Senat, iar Johnson a retras nominalizarea. La începutul anului 1969, Warren a aflat că Fortas încheiase un contract secret pe viață în valoare de 20.000 de dolari pe an pentru a oferi consiliere juridică privată lui Louis Wolfson⁠(d), un prieten și finanțator care avea mari probleme legale. Warren i-a cerut imediat lui Fortas să-și dea demisia, ceea ce a făcut după o perioadă de gândire.
Nixon l-a învins pe Hubert Humphrey la alegerile prezidențiale din 1968 și a preluat mandatul în ianuarie 1969. Deși reticent să fie succedat de o persoană numită de Nixon, Warren a refuzat să-și retragă scrisoarea de demisie. El credea că retragerea scrisorii ar fi „o recunoaștere grosolană că a demisionat din motive politice”. Nixon și Warren au convenit împreună că Warren se va retrage în iunie 1969 pentru a se asigura că Curtea va avea un președinte pe tot parcursul mandatului din 1968 și pentru a-i permite lui Nixon să se concentreze asupra altor chestiuni în primele luni ale președinției sale. Nixon nu a solicitat opinia lui Warren cu privire la următorul președinte al Curții Supreme și, în cele din urmă, l-a numit pe judecătorul conservator de curte federală de aple Warren E. Burger⁠(d). Warren a regretat mai târziu decizia de a se pensiona și a reflectat: „Dacă aș fi știut vreodată ce se va întâmpla cu această țară și cu această Curte, nu mi-aș fi dat niciodată demisia. Ar fi trebuit să mă scoată de acolo pe o scândură.” În plus, el a remarcat mai târziu despre pensionarea sa și despre Curtea Warren: „Aș dori ca Curtea [în mandatul meu] să rămână în amintire drept curtea poporului.”

## Ultimii ani și moartea

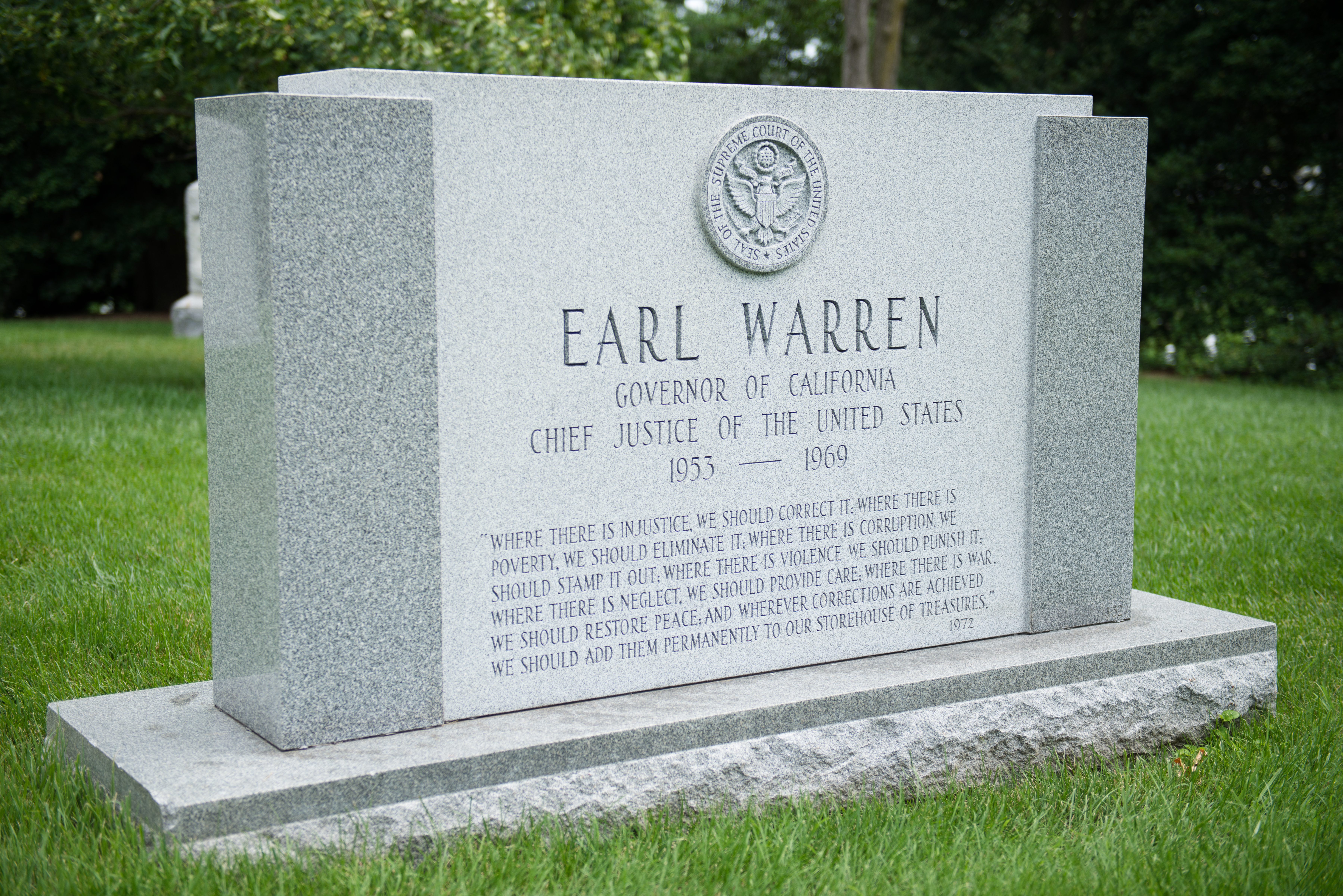
Mormântul de la Cimitirul Național Arlington

După ce s-a retras de la Curte, Warren a început să lucreze la memoriile sale și a acceptat să țină numeroase discursuri. El a pledat pentru încetarea războiului din Vietnam și eliminarea sărăciei. A evitat să critice public Curtea Burger, dar în particular și-a exprimat îngrijorarea față de acțiunile din ce în ce mai conservatoare ale Curții. El a urmărit îndeaproape investigațiile în scandalul Watergate, un scandal politic major care a fost declanșat de o spargere a sediului Comitetului Național Democrat și de încercările ulterioare ale administrației Nixon de a acoperi acea spargere. Warren a continuat să-l aibă o părere foarte proastă despre Nixon, declarând în privat că Nixon a fost „poate cel mai ticălos președinte pe care l-a avut vreodată această țară”.
La cinci ani de la pensionare, Warren a murit din cauza unui stop cardiac la Spitalul Universitar Georgetown din Washington, DC, la 8:10. pm pe 9 iulie 1974. Acesta fusese internat din 2 iulie din cauza insuficienței cardiace congestive și a insuficienței coronariene. În aceeași zi, a fost vizitat de judecătorii Brennan și Douglas, până la ora 17:30. Warren nu a putut rezista să-și întrebe prietenii dacă Curtea îi va ordona președintelui Nixon să publice cele șaizeci și patru de casete cerute de ancheta Watergate. Ambii judecători l-au asigurat că instanța a votat în unanimitate în Statele Unite v.⁠(d) Nixon⁠(d) pentru publicarea înregistrărilor. Ușurat, Warren a murit doar câteva ore mai târziu, asigurat fiind că Curtea pe care a iubit-o atât de mult avea să impună dreptate omului care fusese cel mai înverșunat dușman al său.
Warren le-a avut lângă patul său, când a murit, pe soție și pe una dintre fiicele sale, Nina Elizabeth Brien. După ce sicriul a fost depus în Sala Mare a Curții Supreme a Statelor Unite, înmormântarea a avut loc la Catedrala Națională din Washington și a fost înmormântat în Cimitirul Național Arlington⁠(d).

## Amintirea

### Reputație istorică

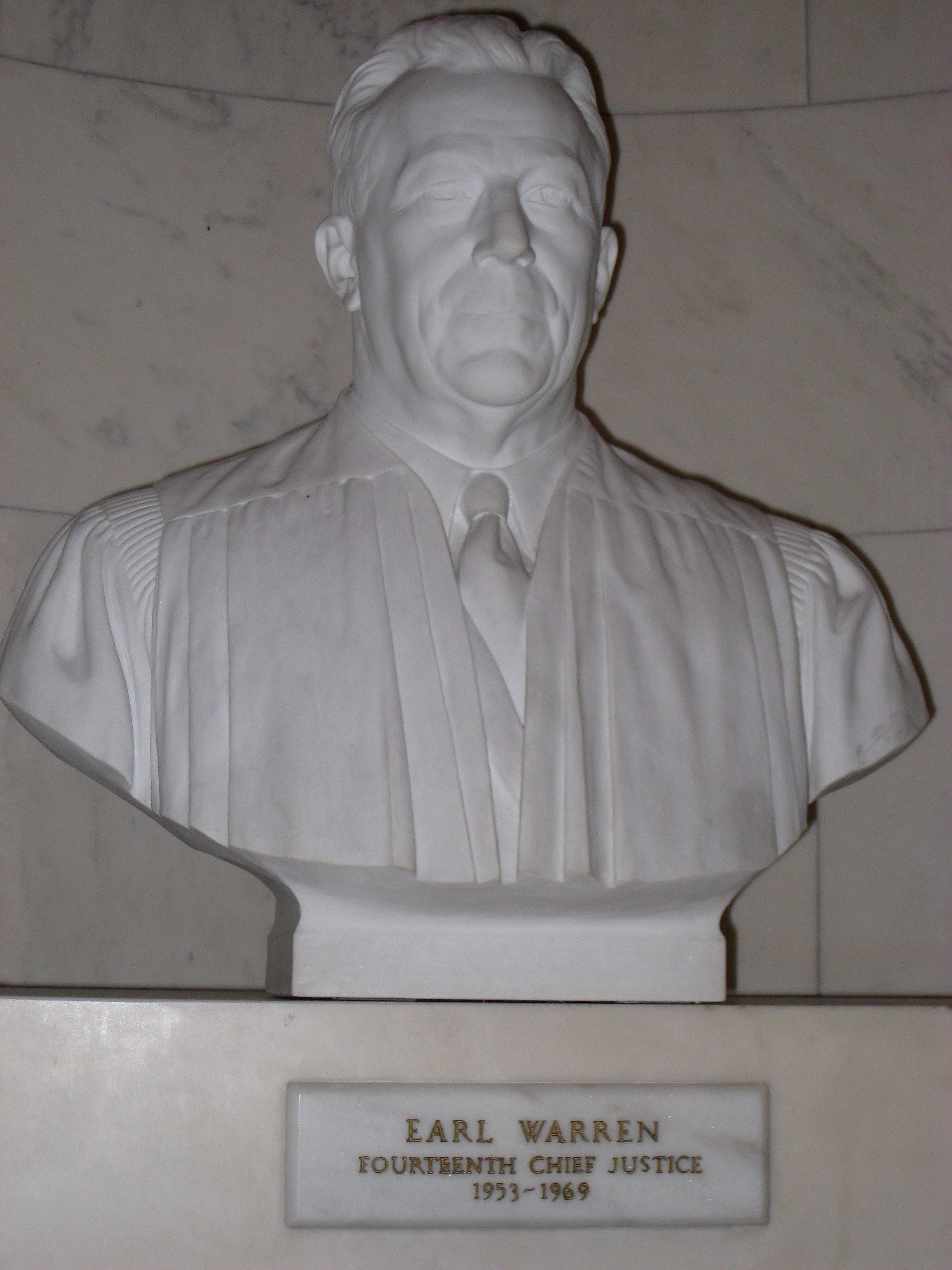
Bustul lui Warren la Curtea Supremă a SUA

Warren este în general considerat a fi unul dintre cei mai influenți judecători ai Curții Supreme a SUA, precum și unul din cei mai influenți lideri politici din istoria Statelor Unite. Curtea Warren a creat o „Revoluție Constituțională” liberală⁠(d), care întruchipa o credință profundă în justiție egală, libertate, democrație, și drepturile omului. În iulie 1974, după moartea lui Warren, Los Angeles Times a comentat că „Domnul Warren se înscrie împreună cu John Marshall și Roger Taney ca unul dintre cei mai importanți trei președinți ai Curții Supreme din istoria națiunii.” În decembrie 2006, The Atlantic îl enumera pe Earl Warren ca a 29-a cea mai influentă persoană din istoria Statelor Unite și al doilea cel mai influent președinte al Curții Supreme, după John Marshall. În septembrie 2018, The Economist l-a numit pe Warren „cel mai consecvent jurist american al secolului al XX-lea” și unul dintre „cei mai mari juriști liberali ai secolului al XX-lea”.
Președintele Harry S. Truman a scris în omagiul adus de el lui Warren, apărut în California Law Review⁠(d) în 1970: „palmaresul lui Warren ca președinte al Curții Supreme l-a marcat în analele istoriei ca omul care a citit și interpretat Constituția în raport cu intenția sa supremă. El a simțit chemarea vremurilor și s-a ridicat la înălțime.” Judecătorul Curții Supreme William O. Douglas scria, în același articol: „din punctul meu de vedere, [Warren] se va situa alături de Marshall și Hughes în ansamblul istoriei Statelor Unite”. Potrivit biografului Ed Cray, Warren a fost „al doilea ca măreție numai după John Marshall însuși în ochii celor mai imparțiali analiști ai activității Curții, precum și a criticilor Curții”. Laureatul Premiului Pulitzer, Anthony Lewis⁠(d), l-a descris pe Warren drept „cel mai apropiat lucru pe care l-au avut Statele Unite de un Gardian Platonic⁠(d)”. În 1958, Martin Luther King Jr. a trimis un exemplar al cărții sale recent publicate, Stride Toward Freedom, către Earl Warren, scriind pe prima pagină liberă de final: „Către: Judecătorul Earl Warren. Ca apreciere pentru autentica dumitale bunăvoință, marea preocupare umanitară și devotamentul neclintit față de principiile sublime ale democrației noastre americane. Cu stimă, Martin L. King Jr." Cartea a rămas la familia lui Warren până în 2015, când a fost licitată online pentru 49.335 USD (inclusiv prima cumpărătorului⁠(d)).
Criticii lui Warren l-au considerat o persoană plictisitoare. Dennis J. Hutchinson⁠(d) scria: „Deși Warren a fost o figură importantă și curajoasă și deși a inspirat devotament pasional printre adepții săi... era un om plictisitor și un judecător plictisitor”. Conservatorii au atacat hotărârile Curții Warren ca fiind nepotrivite și au cerut instanțelor să fie mai favorabilă ramurilor politice alese. În cartea sa din 1977 Government by Judiciary⁠(d), originalistul și juristul Raoul Berger⁠(d) acuză Curtea Warren că și-a depășit autoritatea, interpretând al 14-lea amendament într-un mod contrar intenției inițiale a redactorilor săi, pentru a produce rezultate care el considera că lasă de dorit ca chestiune de politică publică.
În general, profesorul de drept Justin Driver împarte interpretările asupra Curții Warren în trei grupuri principale: conservatori precum Robert Bork, care atacă Curtea drept „un legiuitor de politică... care nu este în atribuțiile sale”, liberali precum Morton Horwitz⁠(d), care aprobă puternic Curtea și liberali precum Cass Sunstein⁠(d), care aprobă în mare măsură moștenirea generală a Curții, dar crede că a mers prea departe în elaborarea politicilor în unele cazuri. Driver oferă o a patra opinie, susținând că Curtea Warren a adoptat poziții prea conservatoare în cazuri precum Powell v.⁠(d) Texas⁠(d) și Hoyt v.⁠(d) Florida⁠(d). În ceea ce privește moștenirea Curții Warren, președintele Curții Supreme Burger, care i-a succedat lui Earl Warren în 1969, s-a dovedit a fi destul de ineficient în consolidarea controlului conservator asupra Curții, așa că moștenirea Curții Warren a continuat în multe privințe până în jurul anului 1986, când William Rehnquist⁠(d) a devenit președinte al Curții Supreme și a preluat un control mai ferm asupra agendei. Chiar și Curtea Rehnquist, mai conservatoare, s-a abținut însă să anuleze în mod expres cauzele majore ale Curții Warren, cum ar fi Miranda, Gideon, Brown v. Board of Education și Reynolds v. Sims. Ocazional, Curtea Rehnquist a extins precedentele Curții Warren, cum ar fi în cazul Bush v.⁠(d) Gore⁠(d), unde Curtea Rehnquist a aplicat principiile cazurilor privind drepturile la vot din anii 1960 pentru a invalida renumărarea din Florida la alegerile prezidențiale din SUA din 2000.

### Memoriale și onoruri

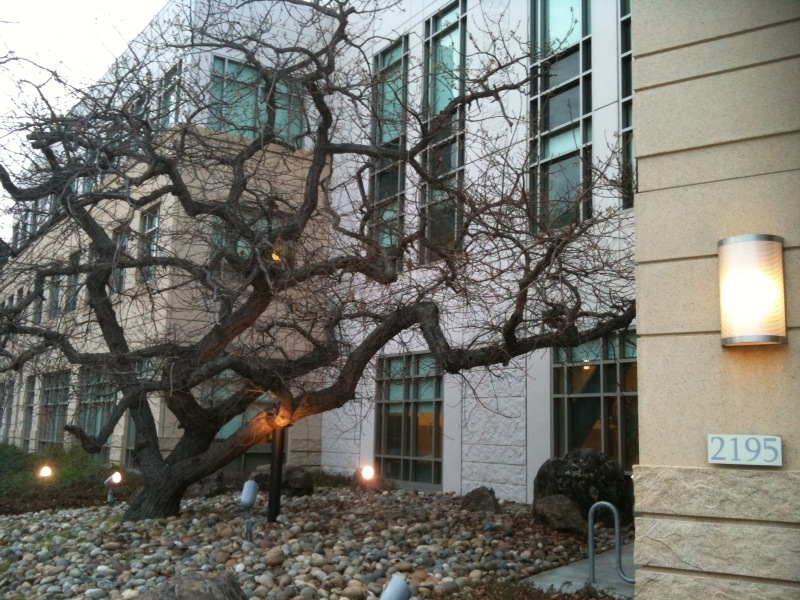
Earl Warren Hall, Universitatea din California, Berkeley

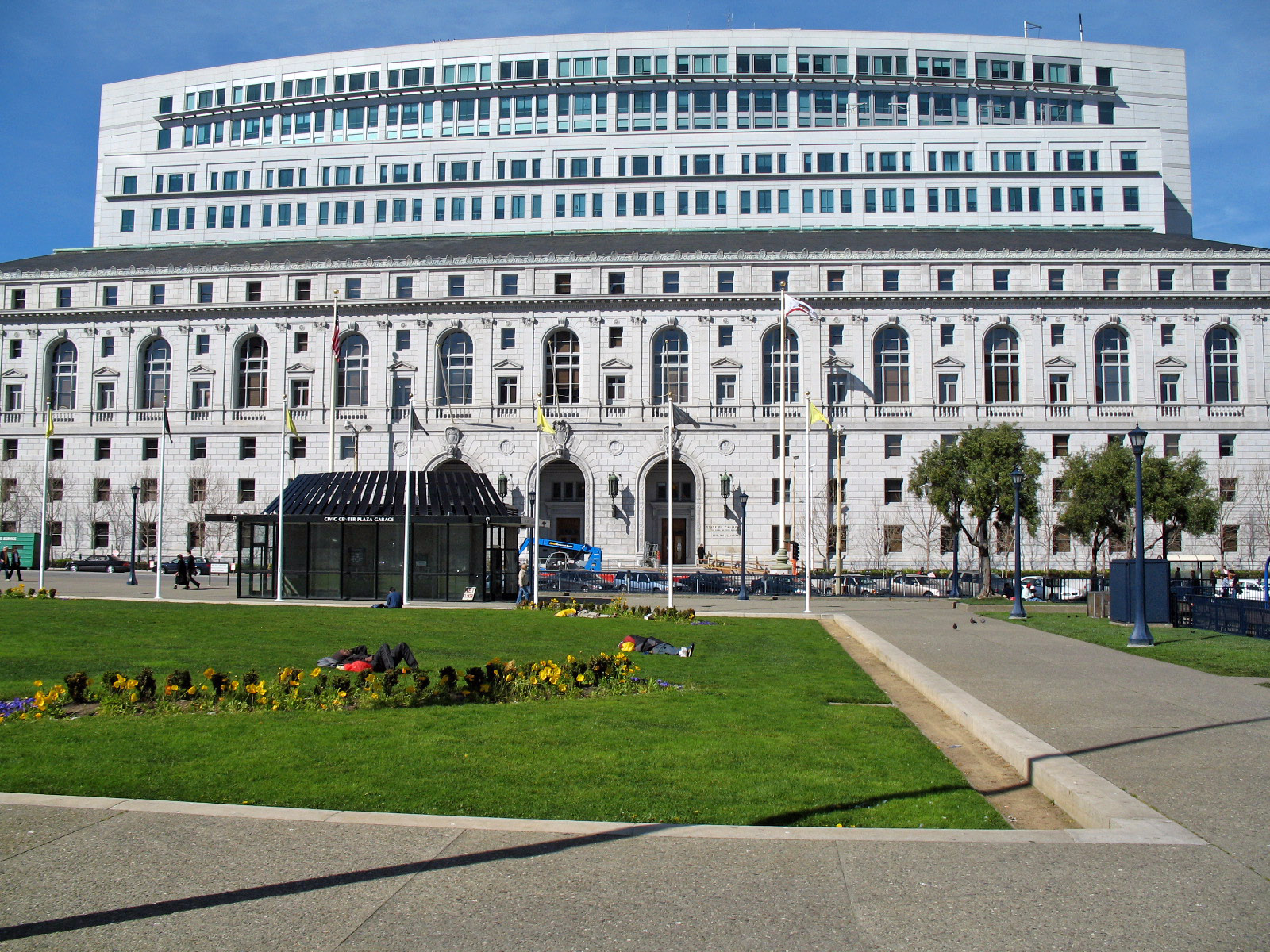
, sediul Curții Supreme a Californieo (San Francisco)

Earl Warren a fost distins cu medalia prezidențială a libertății⁠(d) post mortem în 1981. El a fost onorat și de Serviciul Poștal al Statelor Unite cu un timbru poștal de 29¢ din seria Great Americans. În decembrie 2007, Warren a fost inclus în California Hall of Fame. O colecție extinsă de lucrări ale lui Warren, inclusiv dosare de la Curtea Supremă, se află la Divizia de Manuscrise a Bibliotecii Congresului din Washington, DC. Cea mai mare parte a colecției este deschisă pentru cercetare.
În campusul Universității din California, Berkeley, alma mater a lui Warren, „Earl Warren Hall” poartă numele lui. În plus, Școala de Drept de la UC Berkeley a înființat „The Chief Justice Earl Warren Institute on Race, Etnicity and Diversity” sau pe scurt „Warren Institute”, în memoria lui Earl Warren, în timp ce „Warren Room” din interiorul Facultății de Drept a fost numită și ea în cinstea lui.
Mai multe instituții guvernamentale și de învățământ au fost numite după Warren:
- Clădirea Earl Warren, sediul Curții Supreme din California din San Francisco [227]
- Filiala Earl Warren a American Inns of Court⁠(d), comitatul Alameda, California [228]
- Șoseaua Warren, porțiunea din drumul statal 13 din California, aflată în comitatul Alameda

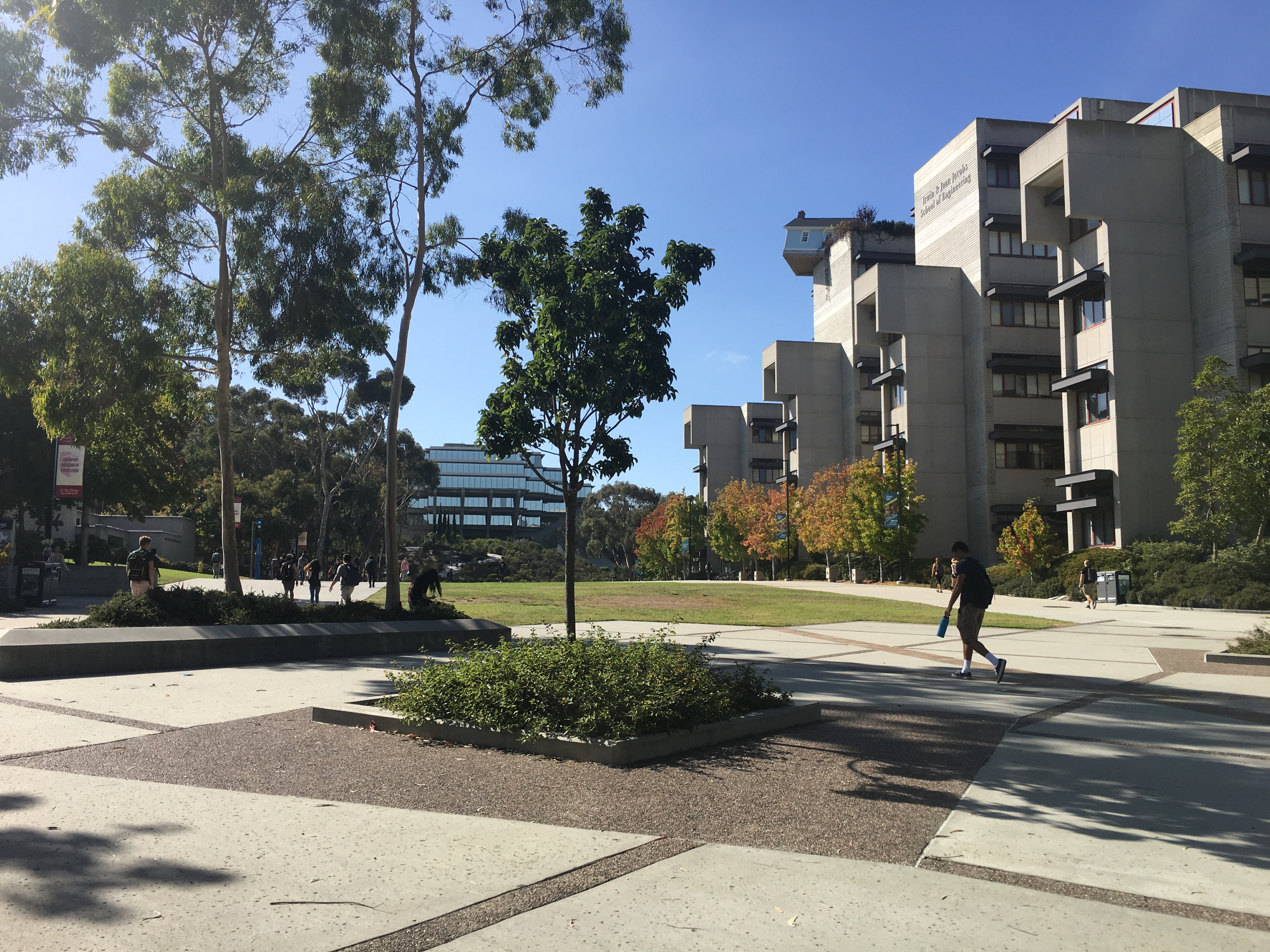
Colegiul Earl Warren, Universitatea din California, San Diego

- În 1977, Fourth College, unul dintre cele șapte colegii de studii de licență de la Universitatea Californiei din San Diego⁠(d), a luat numele Earl Warren College în onoarea sa, iar proiectul Earl Warren Bill of Rights de la UCSD este numit și el în onoarea sa.[87]
- Liceul Warren, Downey, California[229]
- Liceul Earl Warren, San Antonio, Texas[230]
- Warren Hall, Liceul Bakersfield (liceul la care a învățat Warren)[231]
- Warren Junior High School, Bakersfield, California (orașul natal al lui Warren)[232]
- Earl Warren Middle School, Solana Beach, California[233]
- Școala Elementară Warren, Garden Grove, California[234]
- Earl Warren Elementary School, Lake Elsinore, California[235]
- Earl Warren Showgrounds din Santa Barbara, California[236]

### În cultura populară
Earl Warren este portretizat în următoarele lucrări:
- 2016: Filmul Loving (2016)⁠(d) .
- 1999–2001: În trilogia de istorie alternativă Worldwar: Colonization de Harry Turtledove, Warren este descris ca fiind președintele Statelor Unite la începutul anilor 1960.
- 1991: Filmul JFK (1991) .
- 1991: Filmul Separați, dar egali (1991)⁠(d)
- 1989: Super Chief: The Life and Legacy of Earl Warren⁠(d) .
- 1980: Gideon's Trumpet (1980)⁠(d), bazat pe cartea din 1964 Gideon's Trumpet⁠(d).